# Karl Kraus

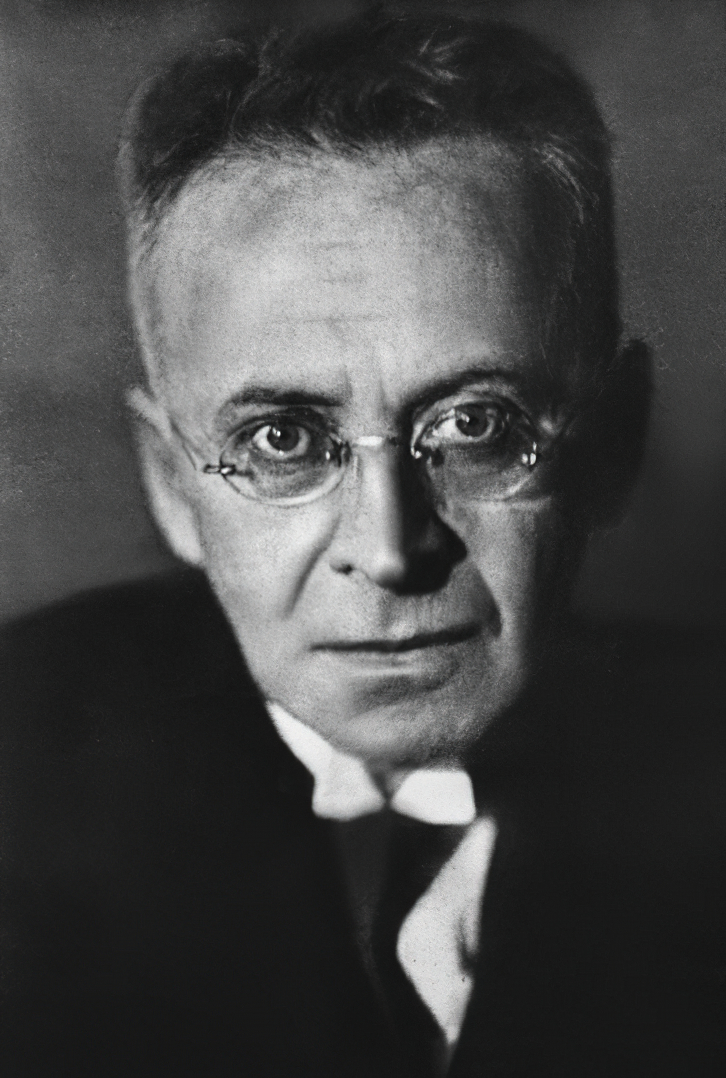
Karl Kraus

Karl Kraus (* 28. April 1874 in Jičín, Böhmen, Österreich-Ungarn; † 12. Juni 1936 in Wien, Österreich) war ein österreichischer Schriftsteller, Publizist, Satiriker, Lyriker, Aphoristiker, Dramatiker, Förderer junger Autoren, Sprach-, Kultur- und Medienkritiker. Zum Hauptwerk von Kraus gehören das satirische Drama Die letzten Tage der Menschheit (1918) und die Zeitschrift Die Fackel, die er von 1899 bis 1936 herausgab. Literarische Bedeutung erlangte er als einer der wichtigsten Aphoristiker deutscher Sprache.

## Leben

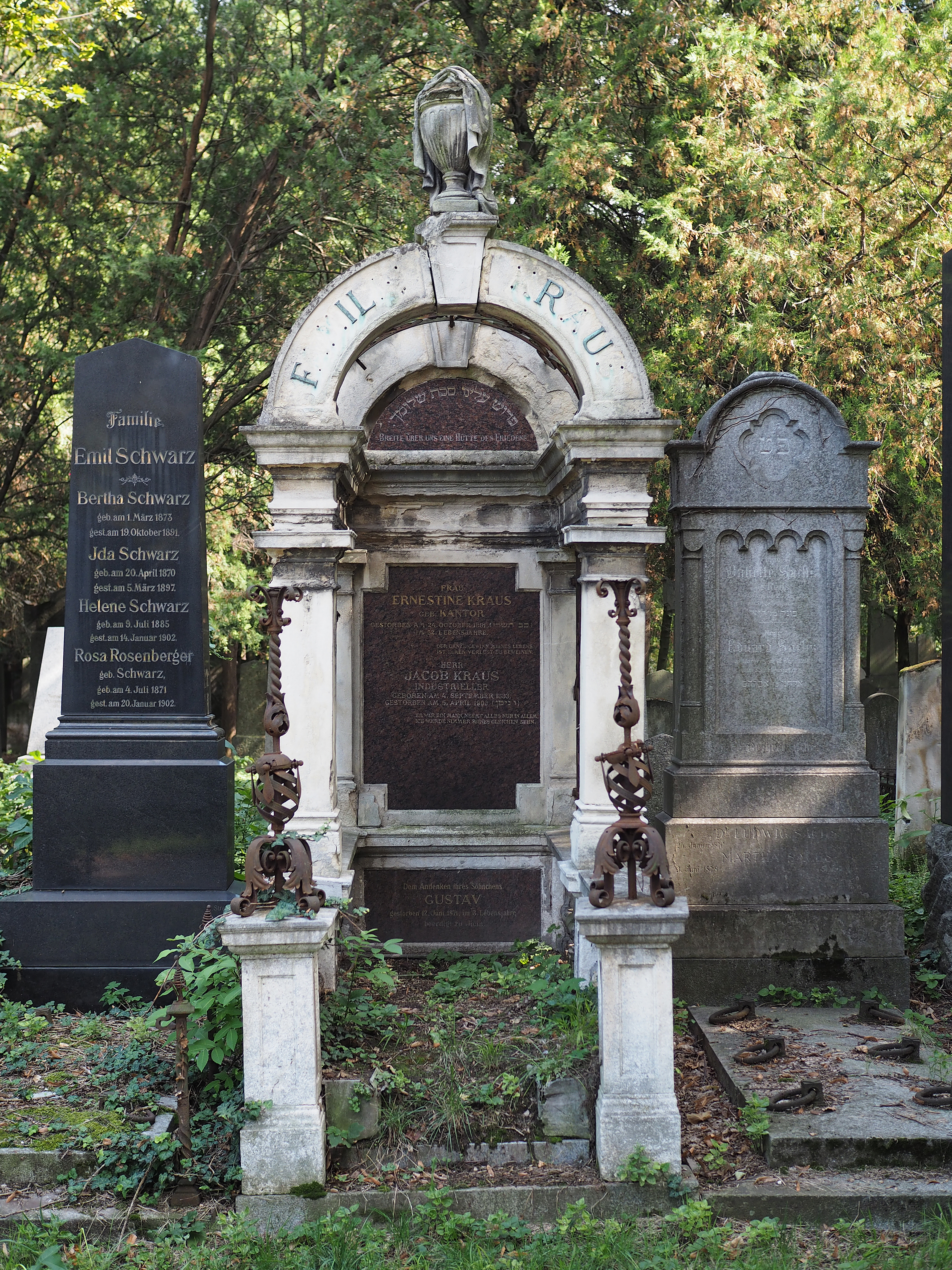
Grab der Eltern in der Alten Israelitischen Abteilung des Wiener Zentralfriedhofes

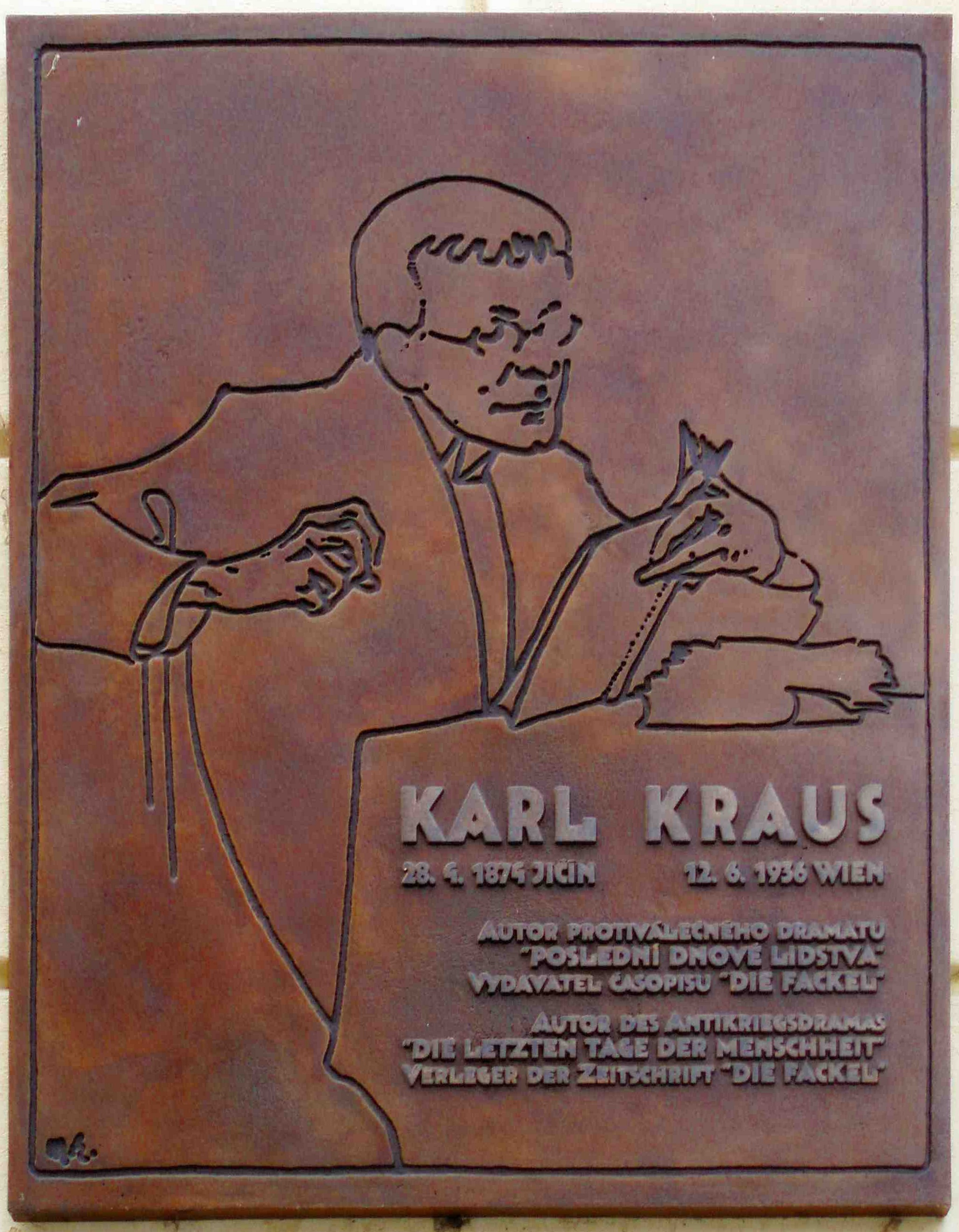
Gedenktafel am Geburtshaus in Jičín/Gitschin

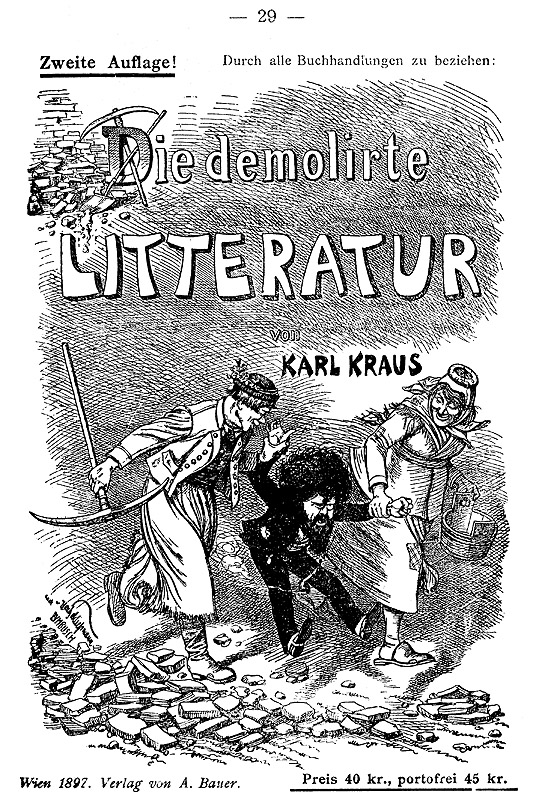
Titelblatt des Erstlingswerks Die demolirte Litteratur, 1897

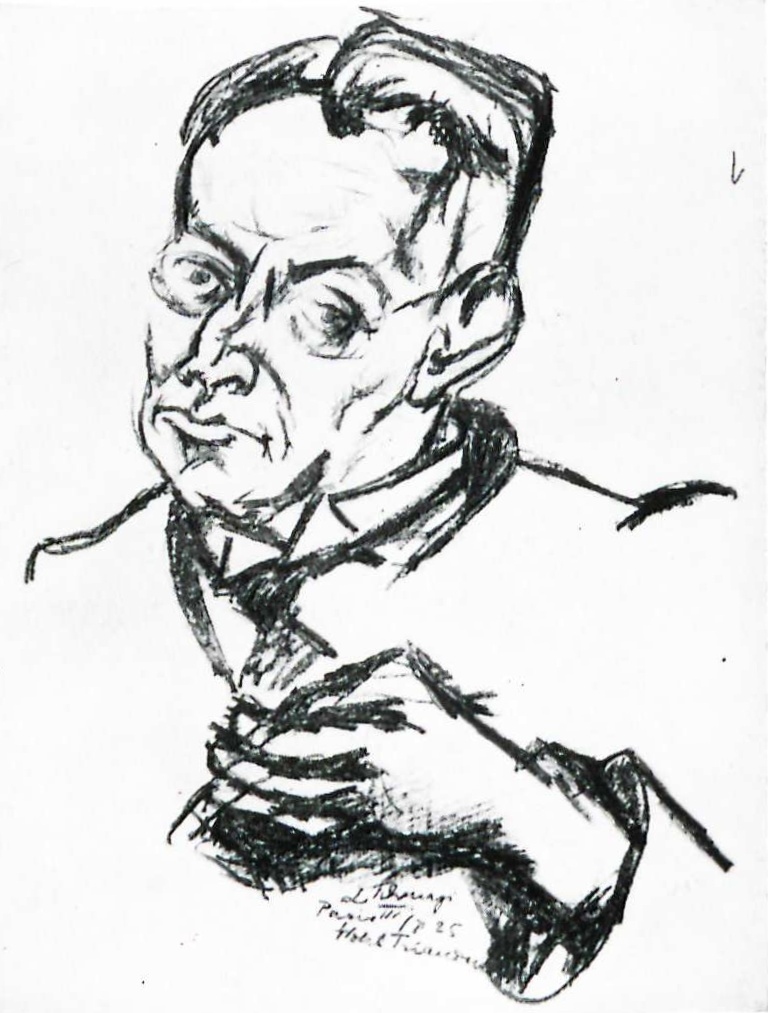
Karl Kraus (Lajos Tihanyi, 1925)

Karl Kraus war das neunte von zehn Kindern des Papier- und Ultramarinfabrikanten und Kaufmanns Jacob Kraus (1833–1900) und seiner Frau Ernestine (geborene Kantor, 1839–1891); die Familie war jüdischen Glaubens und gehörte mütterlicherseits dem wohlhabenden Großbürgertum an. Jacob Kraus entstammte einer deutlich weniger wohlhabenden Familie und war vor seiner Heirat im Wesentlichen als umherziehender Händler tätig gewesen. Erst danach arbeitete er sich an der Seite seiner Frau zu einem Großindustriellen hoch, der Papiertüten produzierte, welche er von Gefängnisinsassen kostengünstig herstellen ließ, und mit Ultramarin und Wäscheblau handelte. Im Jahr 1877 zog die Familie nach Wien. Beide Elternteile starben relativ früh und sind in Wien begraben. Obwohl sich Karl Kraus kaum je über seine Familie äußerte, blieb er seinen Geschwistern zeitlebens verbunden; seine ältere Schwester Malvine trat sogar gemeinsam mit Karl in Laientheateraufführungen auf und betätigte sich während des Zweiten Weltkriegs im amerikanischen Exil als Vorleserin von Karls Werken.
Nach der Matura am Gymnasium Stubenbastei 1892 begann Kraus ein Studium der Rechtswissenschaft an der Universität Wien. Ab November 1891 sandte er die ersten von vielen Artikeln an die Monatsblätter der Breslauer Dichterschule unter der Redaktion von Paul Barsch. Er verfasste für unterschiedliche deutsche und österreichische Zeitschriften Artikel, vor allem Literatur- und Theaterkritiken. Im April 1892 erschien eine Rezension von Gerhart Hauptmanns Drama Die Weber als sein erster journalistischer Beitrag in der Wiener Literaturzeitung. In dieser Zeit versuchte sich Kraus als Schauspieler im Vorstadttheater, was er nach ausbleibendem Erfolg aufgab. Eine mit Anton Lindner geplante Satirezeitschrift, zu der bereits Beiträge vorlagen, beispielsweise von Frank Wedekind, ist nie erschienen. Bald darauf wechselte er das Fach und studierte bis 1896 Philosophie und Germanistik, ohne das Studium abzuschließen. Aus dieser Zeit rührte seine Freundschaft mit Peter Altenberg her.
Im Jahr 1897 gelang Kraus mit der Veröffentlichung von Die demolirte Litteratur eine satirische Abrechnung mit der Kaffeehauskultur der Wiener Moderne. Die Satire war Kraus’ erster großer Publikumserfolg; symptomatisch war bereits zu diesem Zeitpunkt, dass Kraus sich die bittere Feindschaft der durch ihn bloßgestellten Literaten zuzog. Kraus wurde im selben Jahr Wiener Korrespondent der Breslauer Zeitung.
Im Jahr 1898 begann Kraus, der bereits an der Gründung der Zeitschrift Die Wage mitgewirkt hatte, die Herausgabe einer eigenen Zeitschrift zu erwägen. Diese Zeitschrift – Die Fackel – erschien erstmals im April 1899 mit einem Umfang von 32 Seiten. 1901 fand der erste von vielen Prozessen statt, die von Personen eingeleitet wurden, die sich durch Korruptionsvorwürfe der Fackel angegriffen fühlten: hier der Theaterkritiker und Bühnenautor Hermann Bahr und der Intendant Emmerich Bukovics. Im selben Jahr musste Kraus nach einer dreimonatigen Skandinavienreise feststellen, dass sein Verlag Moriz Frisch sich der Fackel bemächtigt hatte, indem er das Titelblatt der Zeitschrift unter dem eigenen Namen als Marke hatte eintragen lassen und eine Zeitschrift namens Neue Fackel herausgab. Nach fünfzehn Prozessen gewann Kraus den Rechtsstreit. Die Fackel erschien von da an im Selbstverlag und ohne Titelbild; Kraus wechselte außerdem zur Druckerei Jahoda & Siegel.
1899 trat Kraus aus der jüdischen Glaubensgemeinschaft aus. 1911 ließ er sich am 8. April in der Wiener Karlskirche römisch-katholisch taufen. Sein Taufpate war Adolf Loos. 1922 trat Kraus aus der katholischen Kirche wieder aus.
Im Jahr 1902 verfasste Kraus mit dem Aufsatz Sittlichkeit und Kriminalität seinen ersten Beitrag darüber, was eines der großen Themen seines Wirkens werden sollte: die zum Schutz der Sittlichkeit vermeintlich gebotene Verteidigung der Sexualmoral mit justiziellen Mitteln („Der Skandal fängt an, wenn die Polizei ihm ein Ende macht.“). Von 1906 an veröffentlichte Kraus in der Fackel Aphorismen, die später in den Büchern Sprüche und Widersprüche (erste Ausgabe 1909, weitere Ausgaben bis 1924), Pro domo et mundo (1919) und Nachts (1924) zusammengefasst wurden. 1910 hielt Kraus die erste seiner bis 1936 siebenhundert öffentlichen Lesungen ab. Im selben Jahr erschien die Schrift Heine und die Folgen.
Die erste aufsehenerregende „Erledigung“ durch Kraus erfolgte im Jahr 1907, als er seinen früheren Gönner Maximilian Harden aus Anlass von dessen Rolle im Eulenburg-Prozess angriff.
Besonders intensiven Kontakt hatte Kraus zu Herwarth Walden, der die Zeitschrift Der Sturm in Berlin herausgab. Über 644 Briefkontakte hatten beide von 1909 bis 1912. Die gegenseitige Sympathie für ihre Projekte verband sie. Kraus unterstützte Walden finanziell und gab Tipps für Verlag und Druck des Sturms; man tauschte sich zu möglichen Artikeln und Themen aus. Im Gegenzug druckte Walden Autoren der Fackel wie Otto Stoessl, Otto Soyka und Berthold Viertel und auch Beiträge von Kraus und unterstützte die Gründung einer Filiale der Fackel in Berlin.
Am 8. September 1913 lernte Kraus in Wien die böhmische Baronin Sidonie Nádherná von Borutín kennen, mit der ihn bis zu seinem Tod eine konfliktreiche, intensive Beziehung verband. Kraus dürfte mit dem Gedanken einer Heirat gespielt haben, die aber Rainer Maria Rilke mit dem Hinweis auf die „Verschiedenheit“ (gemeint war offensichtlich das Judentum Kraus’) hintertrieb. Auf Schloss Janowitz, dem Familienbesitz der Nádhernys, entstanden zahlreiche Werke. Sidonie Nádherná wurde zur wichtigen Korrespondenzpartnerin, „kreativen Zuhörerin“ und Adressatin von Büchern und Gedichten.
Zwar war die Baronin offensichtlich die einzige Frau, die er wirklich schätzte, aber er unterhielt daneben Beziehungen zu mehreren Frauen, wobei die zu Irma Karczewska besonders gut dokumentiert ist: Irma war noch keine 15 Jahre alt, als er 1905 auf sie aufmerksam wurde. Er versuchte erfolglos, ihr zu einer Karriere als Schauspielerin zu verhelfen. Der Kontakt endete erst 1925 definitiv. Wenige Jahre später nahm sich Irma das Leben.
Nach einem Nachruf auf Franz Ferdinand, den beim Attentat von Sarajevo ermordeten Thronfolger, im Sommer 1914 erschien die Fackel viele Monate lang nicht und Kraus meldete sich erst im Dezember 1914 mit dem Aufsatz In dieser großen Zeit erneut zu Wort: „In dieser großen Zeit, die ich noch gekannt habe, wie sie so klein war; die wieder klein werden wird, wenn ihr dazu noch Zeit bleibt; […] in dieser lauten Zeit, die da dröhnt von der schauerlichen Symphonie der Taten, die Berichte hervorbringen, und der Berichte, welche Taten verschulden: in dieser da mögen Sie von mir kein eigenes Wort erwarten.“ In der Folgezeit schrieb Kraus gegen den Krieg, mehrere Ausgaben der Fackel wurden beschlagnahmt, andere Ausgaben von der Zensur behindert.
Im Jahr 1915 begann er mit der Arbeit an dem Theaterstück Die letzten Tage der Menschheit, von dem Teile vorab in der Fackel abgedruckt wurden und das 1919 in Form von Sonderheften der Fackel erschien. Bereits 1918 war der Epilog dazu unter dem Titel Die letzte Nacht als Sonderheft veröffentlicht worden. Ebenfalls im Jahr 1919 gab Kraus seine gesammelten Kriegsaufsätze unter dem Titel Weltgericht heraus.
1921 veröffentlichte Kraus als Replik zu einem von Franz Werfel unter dem Titel Spiegelmensch veröffentlichten Angriff auf ihn das satirische Drama Literatur oder Man wird doch da sehn.
Karl Kraus war Mitglied der Pátečníci, einer informellen Stammtischrunde tschechischer Intellektueller aus Kultur und Politik, die sich seit 1925 in Prag traf, zu der solche Persönlichkeiten gehörten wie Karel Čapek, Ferdinand Peroutka, Tomáš Garrigue Masaryk, Vladislav Vančura und andere.
Im Jänner 1924 begann die Auseinandersetzung mit dem erpresserischen Verleger des Boulevardblatts Die Stunde, Imre Békessy. Dieser antwortete mit Rufmordkampagnen gegen Kraus, der im Jahr darauf unter dem Schlachtruf „Hinaus aus Wien mit dem Schuft!“ zu einer „Erledigung“ ausholte und 1926 erreichte, dass Békessy sich seiner Verhaftung durch Flucht aus Wien entziehen musste. 1927 forderte Kraus Johann Schober, den für die blutige Niederschlagung der „Julirevolte“ mitverantwortlichen Wiener Polizeipräsidenten, auf Plakaten erfolglos zum Rücktritt auf. Im Stück Die Unüberwindlichen, das 1928 erschien, verarbeitete Kraus diese beiden Auseinandersetzungen. Im selben Jahr veröffentlichte er die Akten des Prozesses, den Alfred Kerr gegen Kraus angestrengt hatte, da Kraus ihm in der Fackel dessen frühere chauvinistische Kriegsgedichte vorgehalten hatte.
Ab 1925 setzte sich der Wiener Arzt Victor Hammerschlag gemeinsam mit dem Schriftsteller Sigismund von Radecki („Homunculus“) und anderen massiv dafür ein, dass Karl Kraus den Nobelpreis für Literatur erhielte. Die treibende Kraft ging von Frankreich aus, wo Charles Andler Kraus für die Jahre 1926, 1928 und 1930 nominierte, teilweise mit Kollegen.

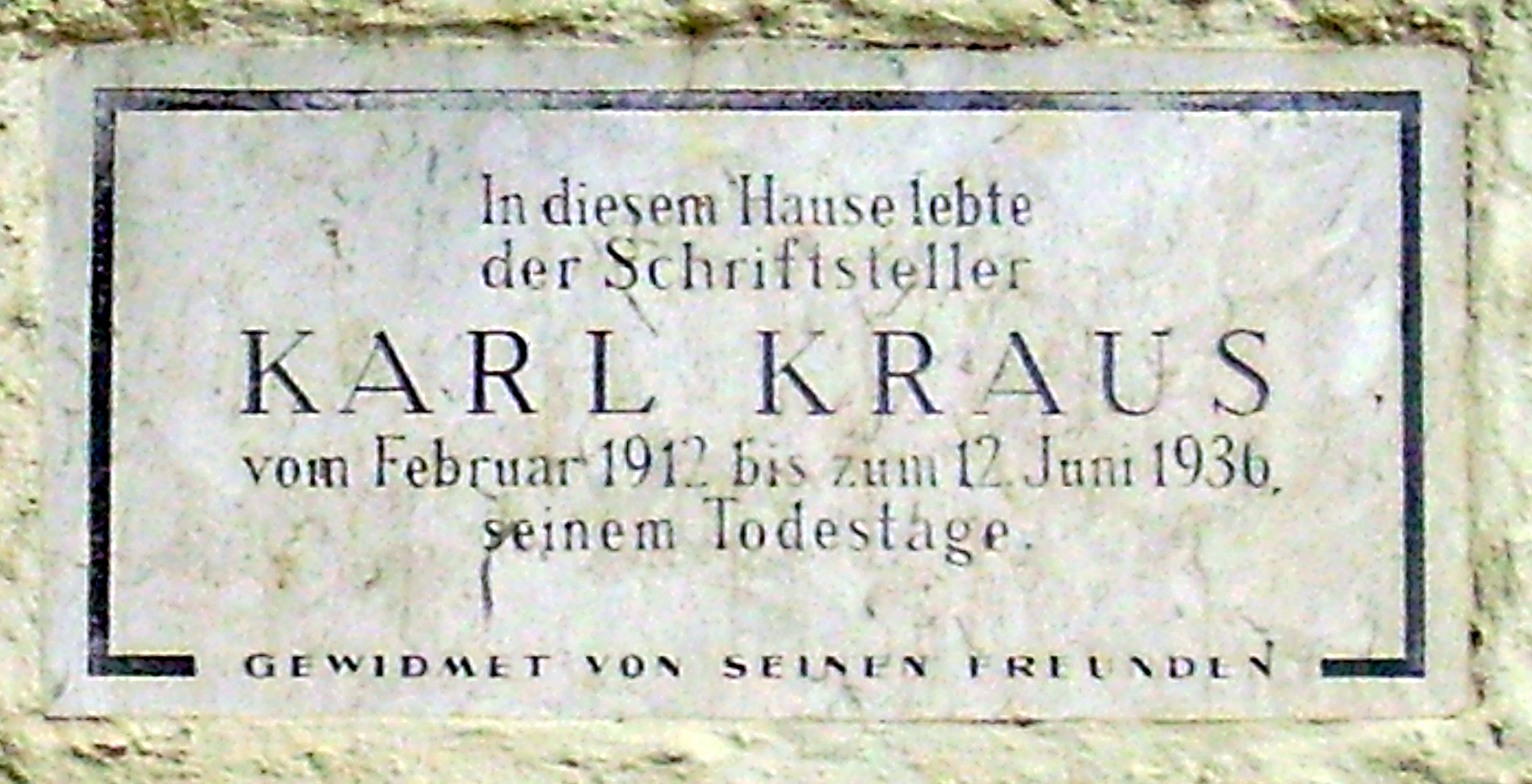
Gedenktafel an seinem Wohnhaus in Wien, Lothringerstraße 6

Ab 1930 las Kraus im Rundfunk, zuerst in Berlin, dann in Wien, und machte Aufnahmen für die Schallplatte. 1931 führte die Staatsoper Unter den Linden seine Bearbeitung von Offenbachs Operette La Périchole auf.
In das Jahr 1932 fiel Kraus’ Neuübersetzung der Shakespeareschen Sonette. 1933 erschien nach der „Machtergreifung“ Adolf Hitlers im Deutschen Reich monatelang keine Ausgabe der Fackel. Kraus arbeitete an einem monumentalen Text, der die Machtübernahme und die ersten Monate der nationalsozialistischen Herrschaft zum Thema haben sollte, verzichtete jedoch auf dessen Veröffentlichung. Das Werk erschien erst 1952 postum unter dem Titel Die Dritte Walpurgisnacht. In der Oktoberausgabe 1933 (der einzigen Ausgabe der Fackel in diesem Jahr) veröffentlichte Kraus stattdessen das Gedicht Man frage nicht, das mit der Zeile endetDas Wort entschlief, als jene Welt erwachte.
1934 rechtfertigte er in einem Aufsatz Warum die Fackel nicht erscheint den erwähnten Verzicht auf eine Veröffentlichung der Dritten Walpurgisnacht, aus der er lange Passagen zitierte. Mit seiner Unterstützung für den diktatorisch regierenden österreichischen Bundeskanzler Engelbert Dollfuß, von dem sich Kraus erhoffte, er würde das Übergreifen des Nationalsozialismus auf Österreich verhindern, entfremdete sich Kraus Teilen seiner Anhängerschaft.
In seinem Nachlass haben sich weitere unveröffentlichte Schreibprojekte aus dieser Zeit erhalten, so etwa eine Essayskizze aus dem Jahr 1936. In diesem Text spricht Kraus unter anderem davon, dass seine Abscheu nun größer sei als die Lust, sie zu überwinden. Es war ihm somit nicht mehr möglich, erstere produktiv umzusetzen und er blieb zumindest in der Öffentlichkeit stumm. Sein Nachlass zeigt, dass er weiterhin versuchte, die Geschehnisse seiner Zeit schriftstellerisch zu verarbeiten.

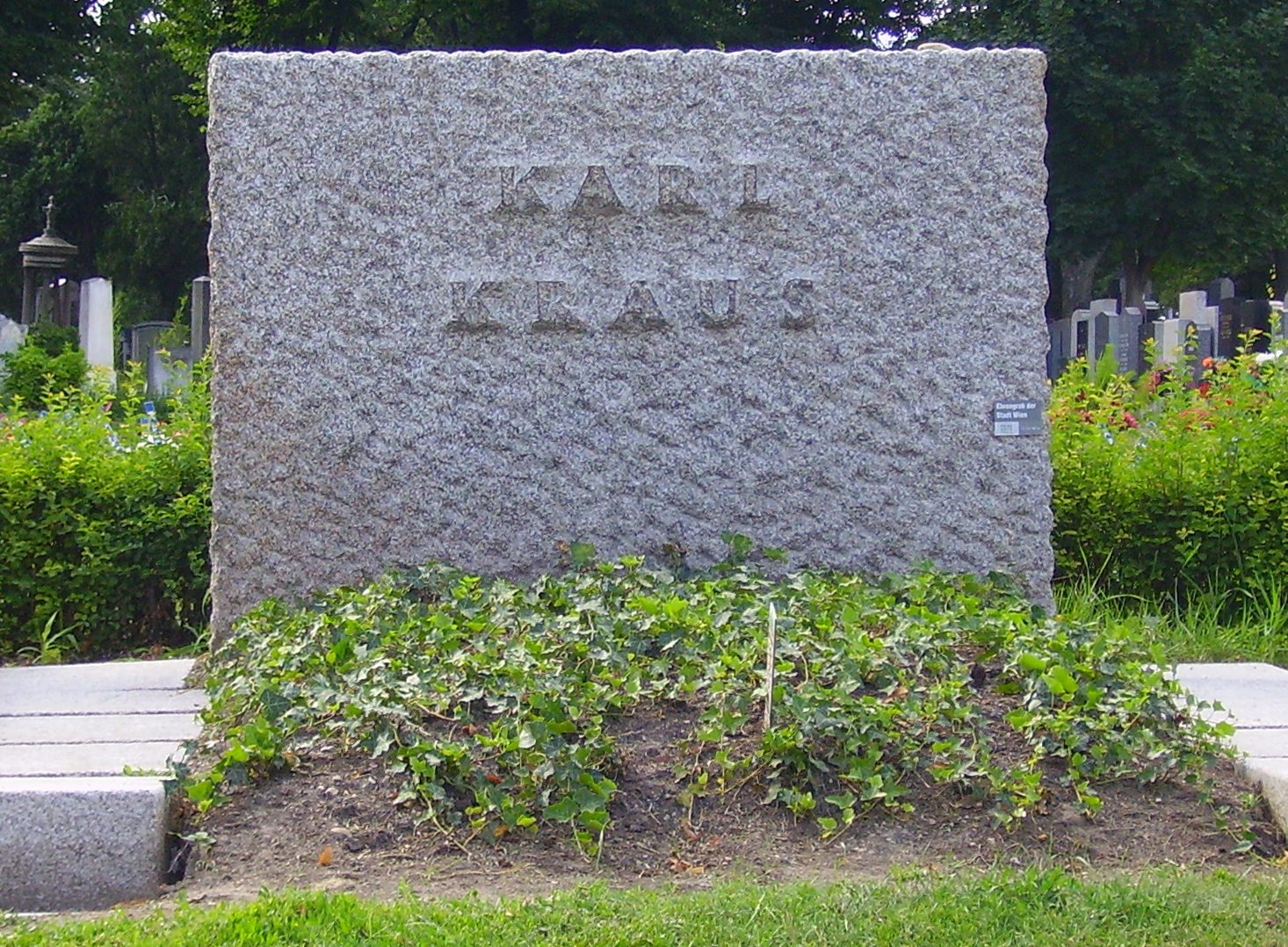
Grab von Karl Kraus auf dem Wiener Zentralfriedhof, gestaltet vom Loos-Schüler Otto Breuer

Im Februar 1936 wurde Kraus nach Erscheinen der Fackel-Ausgabe Nr. 922 in der Dunkelheit von einem Radfahrer niedergestoßen. Die Folgen waren immer stärkere Kopfschmerzen und Gedächtnisschwund. Am 2. April 1936 hielt er seine letzte Vorlesung. Nach einem schweren Herzinfarkt im „Café Imperial“ am 10. Juni starb Kraus am 12. Juni 1936 in seiner Wohnung an Herz- und Gehirnschlag.
Sein ihm von der Stadt Wien ehrenhalber gewidmetes Grab befindet sich auf dem Wiener Zentralfriedhof (Gruppe 5A, Reihe 1, Nr. 33/34) nahe der alten Israelitischen Abteilung beim Ersten Tor. Von Kraus zu Nachlassverwaltern ernannt wurden Heinrich Fischer, Karl Jaray (1878–1947), Philipp Berger und Oskar Samek.
Am Haus Lothringerstraße 6 in Wien 4, in dem er seit 1912 gewohnt hatte, ist eine Gedenktafel angebracht.

## Person

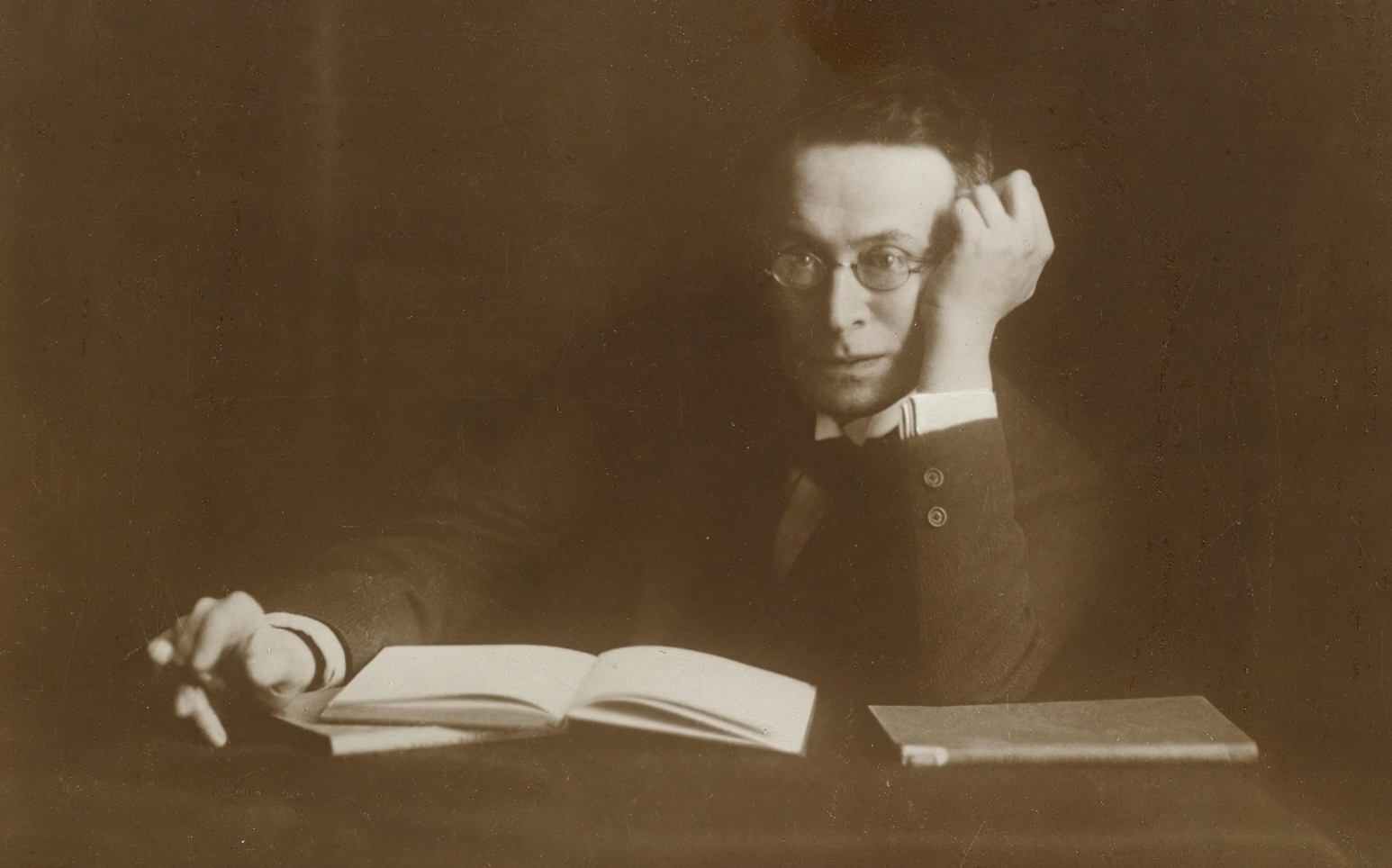
Aufnahme von Charlotte Joël (1930)

Karl Kraus hat zeitlebens polarisiert. Dem entsprach seine Erscheinung: Sein Bewusstsein der eigenen Bedeutung war immens und dieser Polarisierung förderlich. Dieses Selbstbild entbehrte nicht jeder Grundlage, denn die Hörer seiner Lesungen waren von der Persönlichkeit des Vortragenden fasziniert. Seine Anhänger sahen ihn als unfehlbare Autorität an, die allen, die er förderte, jede Unterstützung zukommen ließ, um sie ins rechte Licht zu rücken. Elias Canetti hörte von Kraus erstmals über Bekannte, die ihn wie folgt schilderten:

„Das sei der strengste und größte Mann, der heute in Wien lebe. Vor seinen Augen finde niemand Gnade. In seinen Vorlesungen greife er alles an, was schlecht und verdorben sei. […] Jedes Wort, jede Silbe in der Fackel sei von ihm selbst. Darin gehe es zu wie vor Gericht. Er selber klage an und er selber richte. Verteidiger gäbe es keinen, das sei überflüssig, er sei so gerecht, dass niemand angeklagt werde, der es nicht verdiene. Er irre sich nie, könne sich gar nicht irren. […] Wenn er daraus [aus den Letzten Tagen der Menschheit] vorlese, sei man wie erschlagen. Da rühre sich nichts im Saal, man getraue sich kaum zu atmen. […] Wer ihn gehört habe, der wolle nie mehr ins Theater gehen, das Theater sei langweilig verglichen mit ihm, er allein sei ein ganzes Theater, aber besser, und dieses Weltwunder, dieses Ungeheuer, dieses Genie trug den höchst gewöhnlichen Namen Karl Kraus.“

Der österreichische Schriftsteller Stefan Zweig bezeichnete Kraus in seinen Memoiren Die Welt von Gestern als den „Meister des giftigen Spotts“.
Für seine zahlreichen Gegner, die er sich durch die Unbedingtheit und Leidenschaft seiner Parteinahme schuf, war er hingegen ein verbitterter Misanthrop und ein „armer Möchtegern“ (Alfred Kerr), der sich in hasserfüllten Verurteilungen und Erledigungen erging.

„Hinter Karl Kraus steht keine Religion, kein System, keine Partei, hinter Karl Kraus steht immer wieder immer nur Karl Kraus. Er ist ein in sich geschlossenes System, er ist eine Ein-Mann-Kirche, ist selbst Gott und Papst und Evangelist und Gemeinde dieses Bekenntnisses. Er spricht in eigenem Namen, in eigenem Auftrag und ohne Rücksicht auf Resonanz. Er haßt das Publikum seiner Leseabende und haßt die Leser seiner Zeitschrift, er verbittet sich jede Zustimmung… und hier setzt schon der erste unauflösliche Widerspruch ein; denn zugleich hängt er am Beifall des Auditoriums, für den er danken kommt und den er voll Stolz registriert, zugleich druckt er ausführlich zustimmende Referate der Zeitungen ab… Will man nach seiner seelischen Disposition fragen, wird man mit den naheliegenden Oberflächenkategorien ‚Eitelkeit‘ oder ‚Größenwahn‘ nicht viel anfangen können… Ich glaube, daß zwei Erkenntnisse am ehesten den Weg zum Verständnis der Einzigartigkeit des Phänomens Karl Kraus eröffnen und daß sie, aufeinander bezogen, seine Entwicklung und seine Besonderheit erklären… Karl Kraus… hat als junger Mann von fünfundzwanzig Jahren verwirklicht, wovon jeder kluge, selbständige Unzufriedene jeder Zeit träumt: er hat sich ein Forum geschaffen, um ohne Rücksichten und Hemmungen, jenseits aller Cliquen und Bindungen in absoluter Freiheit seine Meinung zu äußern, zu kritisieren, anzuklagen, zu kämpfen… Er hat von seinem fünfundzwanzigsten Jahr bis zu seinem Tod nur getan, was er wollte. Und er hat, zweitens, ein einziges, das er wollte, und das, wie ich glaube, seine restlose und letzte Erfüllung gewesen wäre, nicht zu tun vermocht und war darum verurteilt, es sein Leben lang auf Umwegen zu umkreisen und nur indirekt, behelfsmäßig zu verwirklichen. Er war im Grund seines Herzens Schauspieler, besser Theatermensch; und er konnte nicht zum Theater. So… mußte ihm, was vielleicht nur Nebenbei gewesen wäre, zur Hauptsache, und, wo immer denkbar, dem Theater angenähert werden: ‚Wenn ich vortrage, so ist es nicht gespielte Literatur. Aber was ich schreibe, ist gedruckte Schauspielkunst.‘ Und: ‚Ich bin vielleicht der erste Fall eines Schreibers, der sein Schreiben zugleich schauspielerisch erlebt.‘“

Thomas Mann über Karl Kraus’ Vorleseabend am 29. März 1913 in München:

„Seine geistliche Art, Jean Paul zu lesen, fesselte mich sogleich sehr innerlich. Und die geistreiche Leidenschaft, mit der er, in seinen eigenen so scharf und rein stilisierten Schriften, die großen Grundsachen des Lebens, Krieg, Geschlecht, Sprache, Kunst, gegen Schändung und Verschmockung, gegen die Welt der Zeitung, gegen die Zivilisation verteidigt,– auch sie hat etwas Geistliches, etwas Religiöses, und wer den Gegensatz von Geist und Kunst, von Zivilisation und Kultur irgendwann einmal begriffen hat, der wird sich von dem satirischen Pathos dieses Antijournalisten nicht selten sympathisch mitgerissen fühlen.“

Ernst Křenek über Karl Kraus:

„Er kam nie von der Meinung zum Wort, sondern unmittelbar vom Ursprung, vom Gedanken. Darum konnten seine Meinungen einander zu widersprechen scheinen. Und davon hatte er die Autorität, über jene zu richten, die die Sprache nur benützen, um die Meinungen zu äußern, die sie aus den widersprechenden Situationen dieser Welt beziehen.“

### Karl Kraus und die Sprache
Karl Kraus war überzeugt, dass sich in jeder kleinsten Unstimmigkeit, die scheinbar eine höchstens lokal und zeitlich begrenzte Bedeutung hat, die großen Übel der Welt und der Epoche offenbaren. So konnte er in einem fehlenden Beistrich ein Symptom für jenen Zustand der Welt erblicken, der einen Weltkrieg erst möglich mache. Eines der Hauptanliegen seiner Schriften war es, mittels solcher kleiner Missstände auf die großen Übel aufmerksam zu machen.
Wichtigster Indikator für die Missstände in der Welt war für ihn die Sprache. In dem nachlässigen Umgang seiner Zeitgenossen mit der Sprache sah er ein Zeichen für den nachlässigen Umgang mit der Welt im Allgemeinen. So konnte Ernst Křenek über Karl Kraus die folgende für ihn typische Äußerung berichten: „Als man sich gerade über die Beschießung von Shanghai durch die Japaner erregte und ich Karl Kraus bei einem der berühmten Beistrich-Probleme antraf, sagte er ungefähr: Ich weiß, daß das alles sinnlos ist, wenn das Haus in Brand steht. Aber solange das irgend möglich ist, muß ich das machen, denn hätten die Leute, die dazu verpflichtet sind, immer darauf geachtet, daß die Beistriche am richtigen Platz stehen, so würde Shanghai nicht brennen.“
Er warf den Menschen seiner Zeit – unter ihnen nicht zuletzt den Journalisten und Schriftstellern – vor, die Sprache als Mittel zu gebrauchen, das man zu „beherrschen“ glaubt, anstatt sie als Zweck zu sehen und ihr zu „dienen“. Für Kraus ist Sprache kein Mittel, um vorgefertigte Meinungen zu verbreiten, sondern das Medium des Denkens selbst und als solches der kritischen Reflexion bedürftig. Ein wesentliches Anliegen Karl Kraus’ war es deshalb, in einer „durch und durch journalisierten Zeit, der der Geist zur Information dient und die taube Ohren hat für den Einklang von Inhalt und Form“ seine Leser zu „entjournalisieren“ und zu einem „Verständnis für die Angelegenheit der deutschen Sprache zu erziehen, zu jener Höhe, auf der man das geschriebene Wort als die naturnotwendige Verkörperung des Gedankens und nicht bloß als die gesellschaftspflichtige Hülle der Meinung begreift“.
Wie weit die Sprache seiner Zeitgenossen sich vom Gedanken und von der Vorstellung des Gesprochenen entfernt hatte, wird in den sinnentleerten Phrasen deutlich, deren Metaphorik aus längst vergangenen Zeiten stammte – wenn etwa im April 1914 in der Fackel zitiert wird: „‚Der Autor ist entschieden ein gründlicher Kenner internationaler Marineverhältnisse und hat in unterschiedlichen Broschüren manche Lanze für die Verstärkung der Seemacht unseres Vaterlandes gebrochen.‘ Wiewohl solche nicht einmal mehr zu Lande verwendet werden.“
Die Sprache lasse sich nicht völlig vom Menschen in den Dienst seiner Absichten stellen, sondern zeige noch in ihrer verstümmeltsten Form die wahren Zustände in der Welt auf. So wiesen beispielsweise die Kriegsgewinnler unbewusst auf das grausame Schlachten während des Krieges hin, wenn sie den Krieg als „Mordshetz“ (österreichisch: großer Spaß) bezeichneten.
Diese Fixierung auf die „richtige Sprache“ wurde von vielen Zeitgenossen zumindest als schrullig und oberflächlich angesehen. Indem er in der Presse und der „literarischen Unterwelt“ den Hauptfeind ausmachte, blieben andere gesellschaftliche und kulturelle Felder bei ihm unscharf, was sich in seiner schwankenden politischen Haltung ausdrückt (zeitweise sympathisierte er mit der Sozialdemokratie, zeitweise mit dem Erzherzog Franz Ferdinand). Albert Fuchs – ursprünglich ein Verehrer Kraus’ – brachte es folgendermaßen auf den Punkt: „Sie [Karl Kraus’ Philosophie] forderte, dass ich anständiges Deutsch redete. Sonst forderte sie nichts.“
Wortspiele mit und über Namen beherrschte Karl Kraus meisterlich. Die Inhaftierung des betrügerischen Bankiers Reitze glossierte er wie folgt: „Die Strafanstalt Stein entbehrt nicht eines gewissen Reitzes“. In seinen früheren Jahren umwarb er die junge Schauspielerin Elfriede Schopf, die sich allerdings in den festen Händen des Burgtheaterhelden Adolf von Sonnenthal befand. Die Nachricht von dessen plötzlichem Tod entlockte ihm den Ausruf: „Jetzt müsste man die Schopf bei der Gelegenheit packen!“ Die manchmal nicht leicht verständlichen Verlautbarungen kommunistischer Parteien kommentierte er als „Moskauderwelsch“.

### Karl Kraus und die Presse
Karl Kraus’ Feldzug gegen die Presse („Journaille“, „Tintenstrolche“, „Fanghunde der öffentlichen Meinung“, „Preßmaffia“, „Preßköter“) zieht sich durch sein gesamtes Lebenswerk. Er wirft ihr vor, dass „bloß das, was zwischen den Zeilen steht, nicht bezahlt“ sei. Insbesondere wendet er sich gegen die Neue Freie Presse (heuteDie Presse), von der er sagt, dass es „keine Schlechtigkeit gibt, die der Herausgeber der Neuen Freien Presse nicht für bares Geld zu vertreten, und keinen Wert gibt, den er aus Idealismus nicht zu leugnen bereit ist“. Das Phänomen ist nicht neu (und erstreckt sich auf weitere Kontrolleure der öffentlichen Dinge und Meinungen), dass alles der Kritik durch die Presse ausgesetzt ist – mit Ausnahme der Presse selbst.
Seine Vorwürfe konnte Kraus mit Tatsachen begründen. So wies er die Zahlung sogenannter „Pauschalien“ an Zeitungen nach, mit denen sich große Wirtschaftsunternehmen das Wohlverhalten der Zeitungen erkauften. Er konnte einen Zusammenhang zwischen Angriffen einer Zeitung auf ein Unternehmen und deren Erlöschen nach der Schaltung einiger Inserate durch dasselbe belegen.
Karl Kraus stellte vor allem in seinen früheren Jahren gerne die Presse bloß, indem er etwa den einen oder anderen sogenannten Grubenhund mit einer Menge beeindruckend klingender, aber sinnloser Fachbegriffe lancierte.
Im Anfang war die Presse

und dann erschien die Welt.

Im eigenen Interesse

hat sie sich uns gesellt.

Nach unserer Vorbereitung

sieht Gott, daß es gelingt,

und so die Welt zur Zeitung

er bringt […]

Sie lesen, was erschienen,

sie denken, was man meint.

Noch mehr läßt sich verdienen,

wenn etwas nicht erscheint. […]
Der Kampf gegen die Presse ist nicht zu trennen vom Kampf gegen die Phrase: „… es ist meine tiefste Überzeugung, daß die Phrase und die Sache eins sind“. Wer unrein schreibt, der denkt auch unrein: „Die Menschen glauben immer noch, daß der menschliche Inhalt bei schlechtem Stil ein vorzüglicher sein könne und daß sich die Gesinnung ganz separat etabliere. Aber ich behaupte… daß nichts notwendiger ist, als solche Leute als Makulatur einzustampfen. Oder es müßte ein Landtag über die Sprache konstituiert werden, der, wie für jede Kreuzotter, für jede erlegte Phrase eine Belohnung aussetzt.“
Dabei wird ihm vorgeworfen, dass ihn sein Hass auf die liberale Presse zumindest in den Vorkriegsjahren zu einem ultrakonservativ gefärbten Antiliberalismus getrieben habe; viele Positionierungen aus dieser Zeit seien nicht buchstäblich zu nehmen.

### Karl Kraus und das Judentum
1899 trat Karl Kraus aus der jüdischen Kultgemeinschaft aus und ließ sich nach einigen Jahren der Konfessionslosigkeit im Jahr 1911 katholisch taufen. Dieser Schritt blieb der Öffentlichkeit unbekannt, bis Kraus 1922 in aufsehenerregender Weise wieder aus der Kirche austrat – als Protest gegen eine Kirche, welche die Salzburger Kollegienkirche „dazu hergab“, dass Max Reinhardt darin Theateraufführungen inszenierte.
Kraus’ Schriften greifen einige antisemitisch besetzte Ausdrücke auf: So bezeichnete er das „Jüdisch-Deutsch“ als „mauscheln“ und die Tätigkeit des Herausgebers der Neuen Freien Presse, Moriz Benedikt, als „Ritualraub“ (siehe Ritualmordlegende). In der langwährenden polemischen Auseinandersetzung Kraus’ mit Heinrich Heine, einem deutsch-jüdischen Schriftsteller wie Kraus selbst, dem er vorwirft, er habe der deutschen Sprache das Mieder gelockert, so dass jeder Kommis nun an ihren Brüsten herumfingern dürfe, finden sich zahlreiche versteckte und offene Anspielungen auf Heines Judentum (während Heine sich im Juni 1825 hatte taufen lassen).
Diese Ambivalenz gegenüber der eigenen Herkunft und die Neigung, die vermeintlichen „typisch jüdischen“ Eigenschaften vornehmlich als negativ aufzufassen, ist in seiner Zeit nicht ungewöhnlich. Eine assimilierungswillige und weitgehend schon assimilierte Judenschaft in Wien traf auf die aus Galizien nach Wien strömenden ostjüdischen Glaubensgenossen mit ihrem als unzeitgemäß empfundenen Kaftan, ihren Schläfenlocken und ihren Tefillin – und empfand Fremdheit und Beklemmung. Die „Westjuden“ legten Wert darauf, nicht mit den „Ostjuden“ verwechselt zu werden, hingen mit besonderer Liebe an Deutschland und Österreich und gaben sich bisweilen deutscher als die christlichen Deutschen, waren kulturell überaus engagiert, wirtschaftlich erfolgreich und wollten angesichts einer Zeit, welche die atavistische Judenfeindschaft scheinbar ein für alle Mal überwunden hatte, den Geruch und die Erniedrigung des jahrhundertelangen Ghettos hinter sich lassen, ohne von osteuropäischen Glaubensbrüdern erneut daran erinnert zu werden. Außerdem bestand die Sorge, dass die „Ostjuden“ durch ihre Erscheinung und ihre fremden Gebräuche alte Ressentiments von neuem beleben könnten – zumal gerade gegen Ende des 19. Jahrhunderts in Wien und anderswo das Phänomen des Antisemitismus immer stärker um sich griff.
Kraus, Abkömmling einer wohlhabenden Familie großbürgerlicher Industrieller, teilte dieses Empfinden der alteingesessenen Judenschaft. Die von Kraus vertretene Einstellung des arrivierten Judentums zur jüdischen Frage lässt sich gut an seinem Pamphlet Eine Krone für Zion (1898) erkennen, das auf Theodor Herzls Publikation Der Judenstaat antwortet. Die Krone, eigentlich die österreich-ungarische Währung (wobei für die Berechtigung einer Teilnahme am Zweiten Zionistischen Kongress als Mindestspende eine Krone zu erlegen war), wurde von Kraus als Krone eines Möchtegern-„Königs von Zion“ gedeutet. Kraus warf dem Zionismus vor, zu einem historischen Fehler anzusetzen: Er verlasse den einzig erfolgversprechenden Pfad der Assimilierung und führe in die Irre, und er spiele außerdem denjenigen in die Hände, die eine Trennung zwischen Juden und Nichtjuden herbeiführen wollten. Insbesondere den militanten Zionisten sei es gelungen, „Christen, die dem Antisemitismus bisher keinerlei Geschmack abgewinnen konnten, von der Heilsamkeit der Absonderungsidee zu überzeugen“. Der Zionismus werde vor der Integration kapitulieren müssen: „Es ist kaum anzunehmen, dass die Juden diesmal trockenen Fußes in das Gelobte Land einziehen werden, ein anderes rotes Meer, die Sozialdemokratie, wird ihnen den Weg dahin versperren.“ Außerdem fühlte sich Kraus angesichts seiner jüdischen Abstammung grundsätzlich nicht dazu verpflichtet, sich von der zionistischen Idee vereinnahmen lassen und für einen eigenen Judenstaat optieren zu müssen: Er fühlte sich als Österreicher und Wiener. Darin wusste sich Kraus mit einem bedeutenden Teil der altansässigen Judenschaft einig, welche – so sehr sie auch die Notwendigkeit einer Lösung für das bedrängte Ostjudentum sehen mochte – für sich selbst einen Sinn und einen Zweck der Bewegung des Zionismus nicht erkannte, weil sie nicht sah oder sehen wollte, was Theodor Herzl inmitten des Tumults im Verlauf des Dreyfus-Prozesses gefolgert hatte. „Dass den Anderen der Jude Dreyfus schon an und für sich ein Hochverräther ist, an solch offenem Bekenntnis wird auch die Revision nichts ändern. Es bleibt die Frage, ob das dogmatische Interesse der Jüdisch-Clericalen […] nicht am Ende größeres Unheil bewirken könnte als aller Antisemitismus. Bestrebt die Juden nach den vier Jahrtausende alten Anweisungen als ‚ein auserwähltes Volk zu erhalten, das sich mit anderen Völkern nicht mischt‘, ja ihnen in nichts zu ähnlich werden darf, erläutern sie an Dreyfus den Fingerzeig ihres Gottes gegen die Assimilation. […] Wer von all dem und zugleich vom Rassen-Antisemitismus frei ist, kann die leidige Affäre nicht beiseite schieben, ohne daraus ein richtigeres Urtheil über die Judenfrage zu gewinnen. Der Antisemitismus, der in Frankreich so rasch und fast unerwartet emporlohte, hat bewiesen, dass selbst einer social vorgeschrittenen Nation die von einem Theil der Juden mit vielem Eifer getriebene psychologische und gesellschaftliche Assimilation nicht genügt - vielleicht beim besten Willen nicht oder selbst dort nicht genügt wo jede Agitation fehlt, wo aber der Percentsatz der jüdischen Bevölkerung ein gewisses Maß übersteigt.“
Die Distanz zu den eigenen Wurzeln hat sich bei nicht wenigen Angehörigen der assimilierten Judenschaft in einer Haltung entladen, die als „jüdischer Selbsthass“ bezeichnet wurde. Wenngleich es nicht an Stimmen fehlte, die eine überstürzte Assimilierung als würdelos ansahen, ging der Tenor dahin, den Begriff „jüdische Eigenschaften“ als negativ besetzt anzusehen und die eigene jüdische Herkunft möglichst zu ignorieren – wofür das Werk von Karl Kraus, der jene allerdings nicht verleugnet hat, in vieler Hinsicht ein Beispiel darstellt.
Kraus fand aber viel eher als die Juden die Antisemiten unter seinen Zeitgenossen lächerlich. In dem Aufsatz Er ist doch e Jud (Oktober 1913) druckte Kraus die Zuschrift eines Lesers ab, welcher ihn bittet, sich dazu zu erklären, ob ihm, Kraus, „nichts von allen den Eigenschaften des Juden anhaftet“, und „welche Stellung“ Kraus zu dem Satz einnehme, „dem auch Lanz-Liebenfels beipflichtet“, dass man nämlich „aus der Rasse … nicht austreten“ könne. Kraus führt dazu aus, es sei nicht seine Sache, „mir meinen Kopf von fremden Leuten zerbrechen zu lassen […] Meine Unbildung bringt es mit sich, daß ich über das Rassenproblem kaum so viel auszusagen wüßte, als notwendig ist, um in einem halbwegs anständigen Kegelclub, der auf sich hält, noch für einen intelligenten Menschen zu gelten. Trotzdem war es möglich, daß ein Fachmann wie der Dr. Lanz von Liebenfels, auf den sich auch mein Prüfer beruft, mich als den ‚Retter des Ario-Germanentums‘ angesprochen hat. Wie das zugeht, weiß ich nicht, da doch diese Rassenantisemiten auch den Satz aufgestellt haben: ‚Aus der Rasse kann man nicht austreten‘ […] Ich weiß nicht, ob es eine jüdische Eigenschaft ist, das Buch Hiob lesenwert zu finden, oder ob es Antisemitismus ist, ein Buch Schnitzlers in die Ecke zu werfen […] Mit der Rasse kenne ich mich nicht aus“.
Mehr als ein Vierteljahrhundert nach Veröffentlichung von Eine Krone für Zion schrieb Kraus dazu: „Ich kann, da ich nicht mit soviel Gesinnung auf die Welt gekommen bin wie ein zionistischer Redakteur, unmöglich als Fünfzigjähriger aufrechterhalten, was ich als Dreiundzwanzigjähriger geschrieben habe.“ Jedoch „Reue als Vorstellung, dass ich es damals hätte unterlassen oder anders tun können, kann sich nie meiner bemächtigen. Das wäre doch nur möglich, wenn ich wüsste, dass ich es gegen meine Überzeugung getan hätte!“
Der Ambivalenz seiner überkommenen Einstellung zur jüdischen Frage scheint Kraus sich bewusst gewesen zu sein, als er etwa in der Dritten Walpurgisnacht einen Brief an den Westdeutschen Rundfunk abdruckte, der ihn im April 1933 um die Überlassung einiger Probeexemplare von dessen Übersetzung der Sonette Shakespeares gebeten hatte. Kraus gab vor, den Redakteur „vor einem Mißgriff zu bewahren, der Sie in Widerspruch zu den in Deutschland geltenden Richtlinien der kulturkritischen Betrachtung bringen könnte“: Er selbst sei ein jüdischer Autor, doch fehle in den Büchern ein Hinweis auf eine „Übersetzung aus dem Hebräischen“ (im Sinne einer Art literarischen Judensterns). Karl Kraus war sich bewusst, dass er in der nationalsozialistischen Rassenideologie ohnehin als jüdischer Autor eingestuft wird.

## Werk

### „Die Fackel“

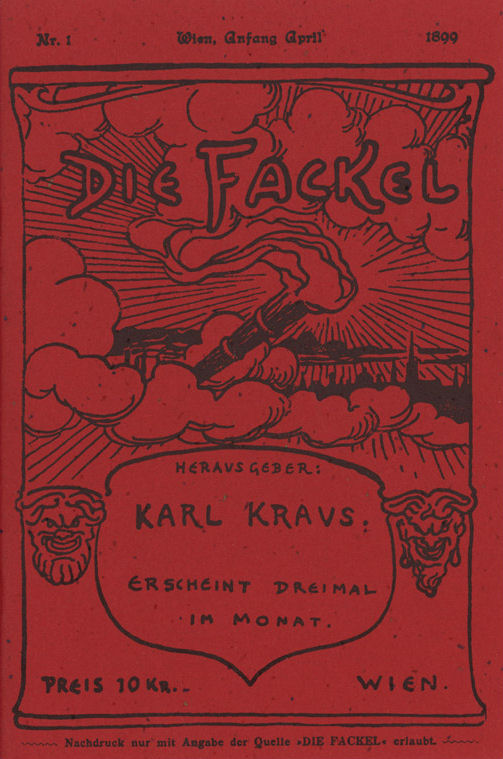
Cover der Urausgabe der Fackel, April 1899

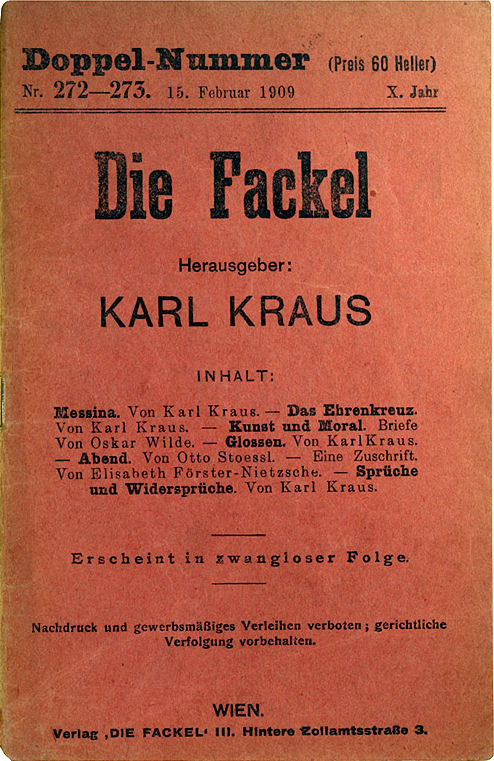
Fackel von 1909

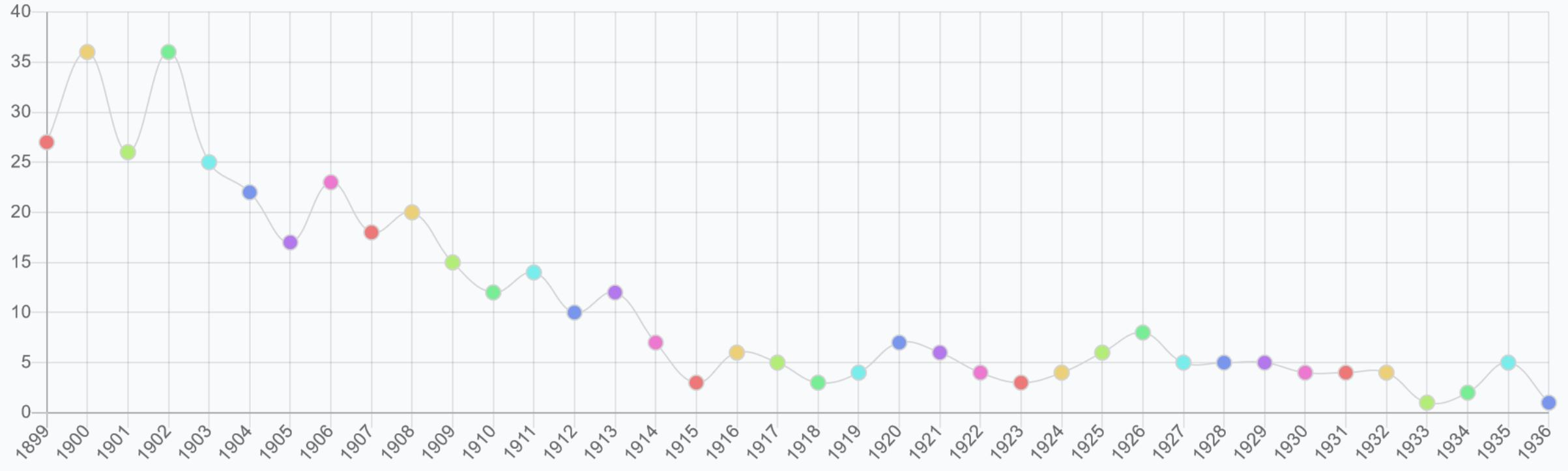
Anzahl der erschienenen Fackel-Hefte pro Jahr. Im Lauf der Jahre nahm der Umfang der Hefte tendenziell zu, Doppel- und Mehrfachnummern wurden die Regel.

Am 1. April 1899 gründete Karl Kraus die Zeitschrift Die Fackel. In der Vorrede zu dieser sagte er sich von allen Rücksichten auf parteipolitische oder sonstige Bindungen los. Unter dem Motto Was wir umbringen, das er dem reißerischen Was wir bringen der Zeitungen entgegenhielt, sagte er der Welt, vor allem der Schriftsteller und Journalisten, den Kampf gegen die Phrase an und entwickelte sich zum wohl bedeutendsten Vorkämpfer gegen die Verwahrlosung der deutschen Sprache.
Die Entwicklung der Zeitschrift Die Fackel ist eine Biographie ihres Herausgebers. Von Anfang an war Karl Kraus nicht nur der Herausgeber, sondern auch der Autor der meisten Beiträge (ab 1912 alleiniger Autor). Während die Fackel zu Beginn mit anderen Zeitschriften (wie etwa der Weltbühne) vergleichbar war, wurde sie später mehr und mehr die privilegierte Form seines eigenen schriftstellerischen Ausdrucks. Karl Kraus war finanziell unabhängig und musste keine Rücksichten nehmen. So war Die Fackel allein sein Werk; es wurde darin ausschließlich gedruckt, was er für richtig hielt. Die letzte Nummer, erschienen vier Monate vor seinem Tod, endet mit dem Wort Trottel.
Kraus’ Selbstbewusstsein war ungemein, seine Misanthropie legendär. Eine im Jänner 1921 in der Fackel veröffentlichte Notiz könnte als Manifest seines Wirkens bezeichnet werden:

„Ich //
lese keine Manuskripte und keine Drucksachen, //
brauche keine Zeitungsausschnitte, //
interessiere mich für keine Zeitschriften, //
begehre keine Rezensionsexemplare und versende keine, //
bespreche keine Bücher, sondern werfe sie weg, //
prüfe keine Talente, //
gebe keine Autogramme […] //
besuche keine Vorlesungen außer den eigenen […] //
erteile keinen Rat und weiß keinen, //
mache keinen Besuch und empfange keinen, //
schreibe keinen Brief und will keinen lesen und //
verweise auf die völlige Aussichtslosigkeit jedes Versuchs, mich zu irgendeiner der hier angedeuteten oder wie immer beschaffenen, schon in ihrer Vorstellung meine Arbeit störenden, mein Missbehagen an der Außenwelt mehrenden Verbindungen mit eben dieser bestimmen zu wollen, und habe nur noch die Bitte, die auf alle derlei Unternehmungen vergeudeten Porto- und sonstigen Kosten von jetzt an der Gesellschaft der Freunde Wien I, Singerstraße 16, zuzuwenden.“

### „Die letzten Tage der Menschheit“
Die letzten Tage der Menschheit ist eine „Tragödie in 5 Akten mit Vorspiel und Epilog“. Sie entstand in den Jahren 1915–1922 als Reaktion auf den Ersten Weltkrieg.

### „Die Dritte Walpurgisnacht“
Die Machtergreifung im benachbarten Deutschland schien Kraus die Sprache zu verschlagen. Erst im Oktober 1933 meldete er sich erneut mit der dünnsten Fackel zu Wort (vier Seiten), die er jemals herausgab. Neben einer Grabrede für Adolf Loos enthält sie nur das folgende Gedicht:
Man frage nicht, was all die Zeit ich machte.

Ich bleibe stumm;

und sage nicht, warum.

Und Stille gibt es, da die Erde krachte.

Kein Wort, das traf;

man spricht nur aus dem Schlaf.

Und träumt von einer Sonne, welche lachte.

Es geht vorbei;

nachher war’s einerlei.

Das Wort entschlief, als jene Welt erwachte.
Diese Äußerung in Fackel Nr. 888 wurde von Bertolt Brecht in einem Gedicht kommentiert:
Als der Beredte sich entschuldigte

Daß seine Stimme versage

Trat das Schweigen vor den Richtertisch

Nahm das Tuch vom Antlitz und

Gab sich zu erkennen als Zeuge.
Die nationalsozialistischen Machthaber setzten Kraus’ Lebenswerk umgehend auf die „Liste des schädlichen und unerwünschten Schrifttums“. Bei der Bücherverbrennung hingegen wurden seine Werke verschont. Kraus war nicht erbaut davon: „[…] diese schwarze Liste, bei deren Anblick einen der gelbe Neid packt. Wo bleibt da die Gerechtigkeit, wenn man sein Leben lang zersetzend gewirkt hat, den Wehrwillen geschwächt, den Anschluß widerraten und den ans Vaterland nur zum Schutz gegen das andere empfohlen hat, in der oft (selten mit Quelle) zitierten Erkenntnis, daß dort elektrisch beleuchtete Barbaren hausen und daß es das Volk der Richter und Henker sei.“
Kraus war in den Monaten von der Machtergreifung in Berlin bis zum Oktober 1933 keineswegs untätig gewesen. Er erkannte früh die Unmenschlichkeit und die Gefahr des Nationalsozialismus. Seine Gedanken dazu finden sich in dem Buch Dritte Walpurgisnacht, das mit den berühmten Worten beginnt: „Mir fällt zu Hitler nichts ein“. In diesem Werk, das 1933 – in den ersten Monaten nach der nationalsozialistischen Machtergreifung – entstand, aber erst 1952 posthum veröffentlicht wurde, findet sich der prophetische Satz, der Nationalsozialismus sei ein Alptraum, aus dem – „nach Bewältigung der anderen Parole“ – Deutschland „erwachen“ werde. Mit der „anderen Parole“ spielt Kraus auf den zweiten Teil des NS-Slogans „Deutschland erwache, Juda verrecke!“ an.

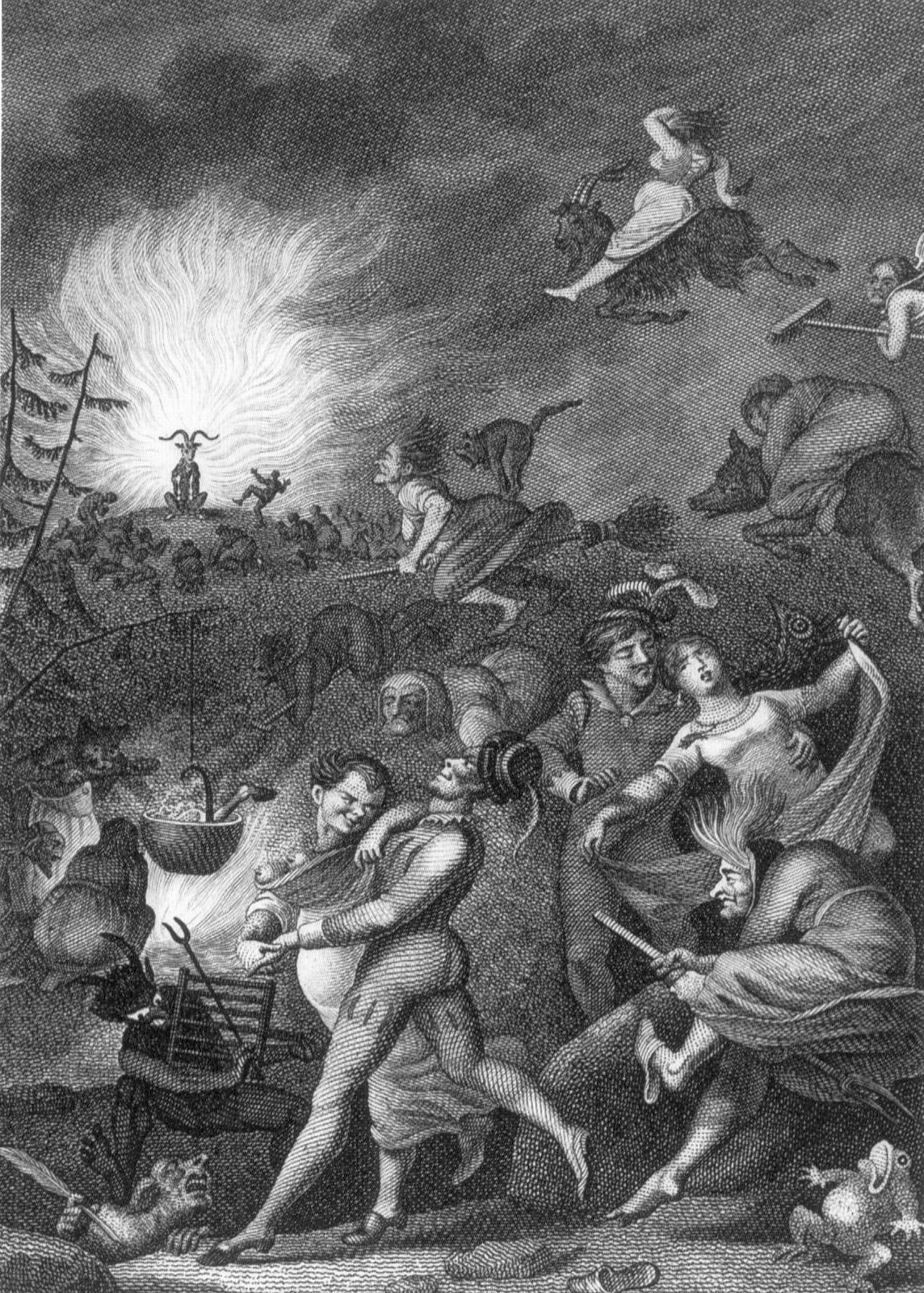
Walpurgisnachtszene aus „Faust“

Den Titel bezieht Die Dritte Walpurgisnacht daher, dass Kraus das Werk neben die beiden anderen berühmten literarischen Walpurgisnächte in Goethes Faust I und Faust II stellt und mit dieser die grässlichen, fratzenhaften Spukgestalten des nationalsozialistischen Alptraums kommentiert, indem er etwa Joseph Goebbels beschreibt:
Wie sie dem Satyrvolk behagen;

Ein Bocksfuß darf dort alles wagen.
Die Schrift ist durch einen folgerichtigen Schluss von den Anfängen des Nationalsozialismus auf seinen Fortgang und sein Ende gekennzeichnet, und zwar anhand der bestialischen Taten einerseits, welche das Buch zahlreich anführt, sowie der Sprache der Nationalsozialisten andererseits. Die Friedensschwüre der neuen Machthaber deutete er richtig: „Wir leben […] in einem ewigen Zirkulus und die Welt kennt sich nicht aus, wiewohl sie leichter das Wehrhafte als das Wahrhafte erkennt, vor allem in den Reden rein pazifistischen Inhalts, hinter der sie den Gedanken vermutet: si vis bellum, para pacem.“
An der Dritten Walpurgisnacht arbeitete Kraus von Mai bis September 1933; sie sollte als Ausgabe der Fackel erscheinen. Sie war schon gesetzt und die Druckfahnen durchgesehen, als Kraus sich dazu entschloss, auf die Veröffentlichung zu verzichten. Weniger die persönliche Gefahr war hierfür ausschlaggebend als die Befürchtung, dass die Nationalsozialisten sich für eine Provokation, für welche sie nach aller Erfahrung größere Kreise als ihn allein verantwortlich machen würden, an unschuldigen Opfern rächen könnten. Er selbst bekannte, dass er „den schmerzlichsten Verzicht auf den literarischen Effekt geringer achtet als das tragische Opfer des ärmsten anonym verschollenen Menschenlebens“. So kam es, dass Die Dritte Walpurgisnacht erst nach dem Zweiten Weltkrieg erscheinen konnte.

### Weitere Veröffentlichungen
Viele der größeren Essays veröffentlichte Kraus auch als Broschüren, so zum BeispielDer Fall Hervay. 1904; Irrenhaus Österreich. 1904; Die Kinderfreunde. 1905; Der Prozeß Riehl. 1906. Da Karl Kraus in dem Bewusstsein schrieb, dass sein Werk seine Zeit überdauern werde, veröffentlichte er viele seiner Artikel gesammelt und überarbeitet in Buchform. Unter den frühen Buchveröffentlichungen sind zu nennenSittlichkeit und Kriminalität 1908, Die chinesische Mauer 1910, Weltgericht 2 Bände 1919.
Kraus hat sich intensiv mit dem Werk Shakespeares befasst. Im Anschluss an eine Befassung mit einer Nachdichtung von Shakespeares Sonetten durch Stefan George, die er in einer Fackel 1932 mit dem Aufsatz Sakrileg an George oder Sühne an Shakespeare? verriss („Befund hoffnungslos. Totholz jede Zeile“), dichtete er die Sonette selbst nach. Ebenso hat er Übersetzungen mehrerer Dramen Shakespeares bearbeitet (u. a. Timon von Athen, König Lear, Macbeth) und sieben davon in Buchform veröffentlicht.

### Die Vorlesungen

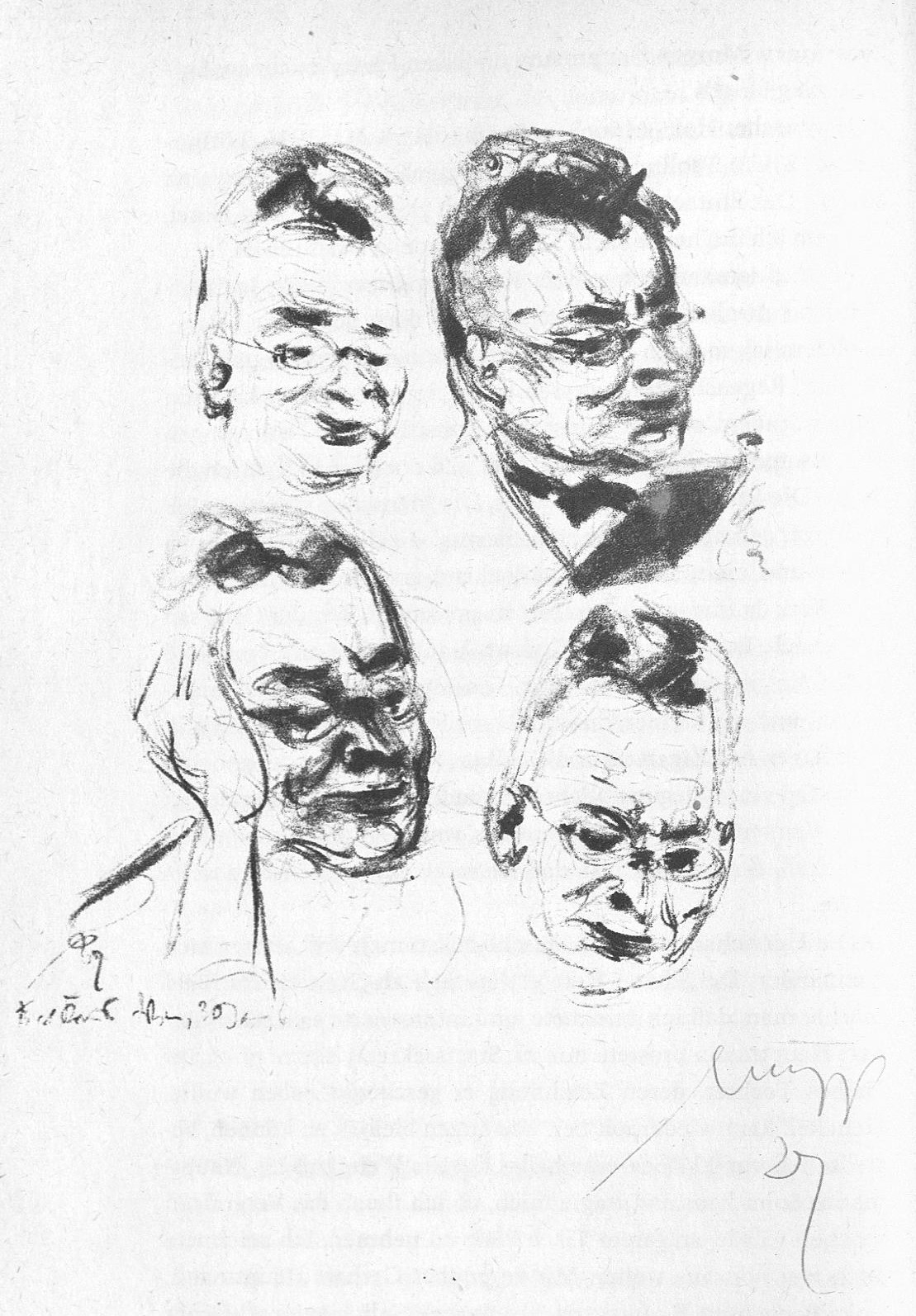
Emil StumppKarl Kraus lesend (1927)

Seine erste Vorlesung aus eigenen Schriften hielt Kraus am 13. Jänner 1910 im „Verein für Kunst“ in Berlin. Die Resonanz war derart, dass der in Wien beharrlich Totgeschwiegene sich mit dem Gedanken trug, nach Berlin überzusiedeln. Doch auch in Wien fanden seine Vorträge das Interesse der Zuhörerschaft, was ihn von einem Umzug nach Berlin abhielt. Somit wurde Kraus vom Dichter auch zum Vorleser.
Bei seinen Vorlesungen aus eigenen und fremden Schriften (unter anderem William Shakespeare, Johann Nestroy, Jacques Offenbach) faszinierte er seine Zuhörer durch seine Sprachgewalt und Persönlichkeit. Er selbst schrieb:
Ich muß sie alle vereinen,

die ich einzeln nicht gelten lasse.

Aus tausend, die jeder was meinen,

Mach ich eine fühlende Masse.

Ob der oder jener mich lobe,

ist für die Wirkung egal.

Schimpft alle in der Gardrobe,

ihr wart mir doch wehrlos im Saal!
In der Tat erzielte er durch seine genau 700 Vorlesungen bei seinen Zuhörern die stärksten Wirkungen, wie zum Beispiel Elias Canetti in seinem autobiographischen Werk Die Fackel im Ohr bekennt. Er verfügte nicht nur über das rhetorische Rüstzeug, sondern über eine Variationsbreite des Charakterisierens und Porträtierens bis ins letzte Detail durch alle Nuancen, Dialekte und Akzente.
So sehr sein Auftreten das Publikum in den Bann schlug, hatte Kraus gleichwohl vor seinen Auftritten Lampenfieber und verbat sich jede Störung, auch das Fotografieren.
Kleine Ausschnitte aus seinen Vorlesungen blieben durch den Tonbandeinsatz von Amateuren, teils durch einige österreichische und deutsche Rundfunksender erhalten. Außerdem wurde Karl Kraus 1934 bei einer seiner Vorlesungen durch einen Amateur auf Tonfilm festgehalten.
Seine 700. und letzte Vorlesung hielt Karl Kraus am 2. April 1936 im Wiener Konzerthaus.

## Freund und Feind

### Geförderte Autoren
Zu den von Karl Kraus geförderten und unterstützten Autoren gehörten neben Peter Altenberg und anderen die von ihm hochgeschätzte Dichterin Else Lasker-Schüler und der Dichter Georg Trakl, der eine kurze, lyrische Charakterisierung seines Gönners verfasste:
Weißer Hohepriester der Wahrheit,

Kristallne Stimme, in der Gottes eisiger Odem wohnt,

Zürnender Magier,

Dem unter flammendem Mantel der blaue Panzer des Kriegers klirrt.
Die Fackel druckte in ihren ersten Jahren – bevor in ihr fast ausschließlich Kraus’ Werke gedruckt wurden – ferner Beiträge u. a. von Margarete Beutler, Houston Stewart Chamberlain, Albert Ehrenstein, Egon Friedell, Karl Hauer, Detlev von Liliencron, Adolf Loos, Mechtilde Lichnowsky, Rosa Luxemburg, Erich Mühsam, Otto Soyka, August Strindberg, Frank Wedekind, Franz Werfel, Oscar Wilde und Grete Wolf. Mit einigen dieser Autoren, besonders mit Werfel, überwarf sich Kraus später.

### „Erledigungen“
Karl Kraus wirkte, indem er sich mit berühmten Zeitgenossen anlegte. Die Liste seiner Gegner ist lang und illuster: Statt vieler seien Hermann Bahr, Sigmund Freud und die Psychoanalyse, Moriz Benedikt, Maximilian Harden, Alfred Kerr und Johann Schober genannt. Sie mussten groß sein, Anhänger und Einfluss haben, um sich zur Exemplifizierung des Grundsätzlichen zu eignen. Kraus agierte hier mit seiner Zeitschrift wie eine Gerichtsinstanz. Vier Kampagnen seien hier exemplarisch umrissen.

#### Maximilian Harden
Maximilian Harden gab in Berlin seine eigene Zeitschrift Die Zukunft heraus. Ursprünglich herrschte Freundschaft zwischen Kraus und Harden; Die Zukunft, ebenfalls im Wesentlichen Sprachrohr eines Einzelnen, war in vieler Hinsicht ein Vorbild für die Fackel, und Kraus hatte sich mit Harden vor dem Start der Fackel beraten. Dann suchte Kraus den Konflikt mit Harden vor dem Hintergrund der von Kraus leidenschaftlich angegangenen Sittlichkeitsprozesse, wie sie für die Zeit vor dem Ersten Weltkrieg typisch waren. Dieser Art von Prozessen widmete Kraus mit Sittlichkeit und Kriminalität eine ganze Sammlung seiner Aufsätze, in denen er für das Recht des Individuums auf Lust und auf Verschonung von Sexualschnüffelei eintrat.
Im Rahmen der sogenannten Eulenburg-Prozesse gegen den kaiserlichen Vertrauten Philipp Fürst zu Eulenburg und Hertefeld und Graf Kuno von Moltke, die homosexueller Handlungen beschuldigt waren, kämpfte Harden in einer Schlammschlacht (u. a. wurden Meineide geschworen und Harden ließ sich bezahlt beleidigen, um im folgenden pro-forma-Prozess eine Zeugenaussage verwerten zu können) gegen die „Hofkamarilla“. Obwohl Kraus für das System des deutschen Kaiserreichs selbst nicht sehr viele Sympathien hegte, widerten ihn die Führung eines weiteren großen Sittlichkeitsprozesses im Allgemeinen und die Methoden Maximilian Hardens – mit seiner Taktik, für politische Ziele das Privatleben anderer Menschen ans Licht zu zerren und dabei die Vernichtung ihrer bürgerlichen Existenz in Kauf zu nehmen –, im Besonderen an. So widmete er ein ganzes Doppelheft der Fackel einer großen Abrechnung mit Harden (Harden. Eine Erledigung.), worin er bemüht ist, seine oben angedeutete, nicht widerspruchsfreie, Stellung zu Harden als frühem Förderer anzusprechen und mit seiner Entwicklung zu begründen.
Die Auseinandersetzung mit Harden zieht sich allerdings noch durch die später erscheinenden Bücher Die chinesische Mauer und Literatur und Lüge, da Kraus sich auf die außergewöhnlich geschraubte Sprache Hardens stürzte, die von dessen Prunken mit Bildung und Halbbildung und von gewollt altertümlichen Wendungen strotzte. Kraus nannte dieses Harden’sche Deutsch „Desperanto“ und gab in der Fackel mehrfach Übersetzungen aus Harden heraus („Unterm Wonnemond ein borussisches Sodom bezetern – Im Mai über preußische Sittenverderbtheit klagen.“)

#### Alfred Kerr
Alfred Kerr blieb für Karl Kraus fast ein lebenslanges, jedenfalls durch seine jeweiligen unüberlegten Reaktionen ein besonders dankbares Objekt seiner „Erledigungen“.
Bereits 1911 gerieten Kraus und Kerr erstmals aneinander. Kerr war Hauptautor der literarischen Zeitschrift Pan, die vom Verleger Paul Cassirer herausgegeben wurde. 1911 hatte der Berliner Polizeipräsident von Jagow die Schauspielerin Tilla Durieux, zu der Zeit Ehefrau Cassirers, umworben. Diese Affäre wurde von allen Beteiligten gütlich beigelegt, und es hätte keine Notwendigkeit bestanden, noch daran zu rühren. Kerr allerdings wollte aus politischen Gründen Druck auf von Jagow ausüben und veröffentlichte hierzu mit Billigung Cassirers die Affäre mit privaten Details im Pan. Kraus verwies ihm in den Fackel-Aufsätzen Der kleine Pan ist tot, Der kleine Pan röchelt noch und Der kleine Pan stinkt schon seine Handlungsweise ebenso, wie er es Harden gegenüber tat. In der folgenden Auseinandersetzung griff Kraus Kerrs ganzes Schaffen an und bezweifelte dessen literarische Fähigkeiten. Schließlich ließ sich Kerr dazu hinreißen, ein „Capricho“ auf Kraus zu verfassen, das voller persönlicher Beleidigungen steckt und in einem unflätigen Spottgedicht gipfelt:
 Krätzerich, in Blättern lebend,

 Nistend, mistend, „ausschlag“-gebend.

 Armer Möchtegern! Er schreit:

 „Bin ich ä Perseenlichkeit…!“
Kraus, der das Gedicht im Aufsatz Der kleine Pan stinkt noch in voller Länge in der Fackel abdruckte, meinte hierzu: „Es ist das Stärkste, was ich bislang gegen den Kerr unternommen habe […] Es ist mein Verhängnis, daß mir die Leute, die ich umbringen will, unter der Hand sterben.“
Nach dem Ersten Weltkrieg geißelte Karl Kraus nicht so sehr die Nationalisten, die sich selbst wenigstens treu geblieben waren, sondern die Kriegslyriker, die sich übergangslos in Demokraten und Pazifisten verwandelten und sich an frühere Tätigkeiten nicht mehr erinnern mochten. Alfred Kerr trug seine angeblich seit jeher weiße Weste besonders dreist, unter anderem, indem er als Vertreter der Völkerversöhnung nach Paris reiste, wo man von seinen Kriegsgedichten nichts wusste:
Ist Dein Land, Immanuel Kant,

Von den Skythen überrannt?

Mit Gestank und mit Gelärme

stapfen stumpfe Steppenschwärme

Hunde drangen in das Haus –

Peitscht sie raus! […]

Dürfen uns nicht unterkriegen,

Peitscht sie, daß die Lappen fliegen,

Zarendreck, Barbarendreck –

Peitscht sie weg! Peitscht sie weg!
Der Demokrat und Pazifist Kerr erwies sich als überaus empfindlich gegen den Nachweis seines schriftstellerischen Werks während des Kriegs. Er nahm den Umstand, dass Kraus ihm eines der vielen unter einem Sammelpseudonym (Gottlieb) veröffentlichten Kriegsgedichte fälschlicherweise zugeschrieben hatte, zum Anlass, gegen Kraus eine Verleumdungsklage zu erheben. Dieser brachte seinerseits durch seinen Rechtsanwalt Oskar Samek eine Widerklage ein. Kerr, obwohl selbst jüdischer Herkunft, verwendete die Angriffe antisemitischer Vereinigungen auf Kraus zu dem Zweck, das mutmaßlich selbst antisemitisch eingestellte Berliner Gericht gegen Kraus einzunehmen. Beide Klagen wurden vor Gericht einvernehmlich zurückgezogen, da Kerr allmählich schwante, welche Öffentlichkeitswirkung der Prozess entfalten würde.
Kraus nannte Kerr einen „Schuft“ und gab an, er habe der Erledigung des Verfahrens zugestimmt, um die von Kerr dem Gericht vorgelegten Schriftsätze in der Fackel veröffentlichen zu können. Dies geschah im September 1928 in einer Fackel von über zweihundert Seiten Umfang. Kerr steht in diesem von Kraus kommentierten Text, nicht nur wegen der antisemitischen Seitenhiebe, wenig vorteilhaft da. Er kündigte im selben Monat eine Antwort und Abfuhr contra Kraus an, von der es hieß: „Erscheint in 8 Tagen“. Der Erscheinungstermin wurde immer weiter hinausgezögert – doch Kerrs Antwort erschien niemals, obwohl (wenn Kraus’ Freunde sich recht erinnern) der begabte Stimmenimitator Kraus immer wieder einmal anonym bei Kerr angerufen und ihn gefragt haben soll, wann denn nun mit der Gegenschrift zu rechnen sei.

#### Imre Békessy
Imre Békessy, ein Ungar, der 1923 von der Stadt Wien die österreichische Staatsbürgerschaft erhielt, gab in Wien die Tageszeitung Die Stunde heraus, für Wien eine Tageszeitung neuen Typs mit vielen Bildern, wenig Text, vielen Annoncen, einer Menge Klatsch und wenig Politik. Kraus nahm die Stunde lange nicht wahr, weil er sich mit den sogenannten Qualitätsblättern für die gebildete Schicht anzulegen pflegte. Die Boulevardzeitung fiel Kraus erstmals auf, als der Herausgeber Békessy einen Prozess zweier Redakteure der Zeitschrift Der Volkswirt abzuwürgen vermochte, indem er mit der Veröffentlichung eines Privatbriefs eines der Redakteure drohte. Békessy war der Idealtypus eines käuflichen Redakteurs, der sich Zuwendungen nicht lediglich unter der Hand andienen, sondern sich das Erscheinen oder Nichterscheinen eines Artikels bezahlen ließ.
Die Stunde reagierte auf die ihr eigene Weise, indem sie „Enthüllungen“ über Karl Kraus anbot. Das reichte von der Veröffentlichung eines Jugendfotos, auf welchem der Retuscheur Kraus abstehende Ohren und einige weitere unansehnliche Züge verpasste, bis zu einem erlogenen Erbschaftsstreit Kraus’ mit seiner Schwester.
Kraus reagierte: Im Juni 1925 las er den Text „Entlarvt durch Békessy“ vor, der in dem Ruf gipfelte: „Hinaus aus Wien mit dem Schuft!“, welchen er bei späteren Gelegenheiten aus Anlass weiterer Arbeiten und Lesungen zu Imre Békessy ebenso publikumswirksam wiederholte. Bundesgenossen hatte Kraus nur wenige; insbesondere die Sozialdemokratische Partei und der Wiener Polizeipräsident Johann Schober (die an sich Kraus Schützenhilfe versprochen hatten) zögerten beide, gegen Békessy vorzugehen, da Békessy zu viel über sie wusste.
Békessy hielt dem Druck der Fackel nicht stand: Ein Prokurist wurde verhaftet, ein Angestelltenverband forderte seine Mitglieder auf, die Stunde nicht mehr zu kaufen, er sah sich einem Ermittlungsverfahren wegen Erpressung ausgesetzt. Kraus nannte Békessy öffentlich einen Betrüger, Meineidigen und Erpresser und stellte ihm anheim, den Gegenbeweis vor Gericht anzutreten. Stattdessen floh Békessy ins Ausland, wie es hieß „zur Kur“, um nicht mehr nach Wien zurückzukehren.
Im Mai 1928 machte Kraus Békessy und seine Stunde zum Gegenstand seines satirischen Dramas Die Unüberwindlichen, in dem Békessy als Barkassy, der Wiener Polizeipräsident Schober wegen seiner Rolle bei der Niederschlagung der Julirevolte sowie der Spekulant Camillo Castiglioni auftreten. Castiglioni erreichte ein Aufführungsverbot in Österreich, so kam es zur Uraufführung in Dresden.

#### Johann Schober
Johann Schober, dreimaliger österreichischer Kanzler und damals Polizeipräsident von Wien, hatte die blutige Niederschlagung der Julirevolte vom 15. Juli 1927 zu verantworten: Eine nach dem Schattendorfer Urteil aufgebrachte Menge hatte den Justizpalast angesteckt, die Polizei hatte auf die Leute geschossen, und etwa 100 Menschen waren dabei zu Tode gekommen. Dieses Ereignis wird bis heute kontrovers gesehen. Angesichts einer wütenden Menschenmenge, die ein Gerichtsgebäude angezündet hatte, wurde von Schober erwartet, eine Entscheidung zu treffen. Ob der Schießbefehl gerechtfertigt war, und warum es zu einer derart hohen Zahl von Opfern hatte kommen müssen, ist seitdem vielfach diskutiert worden. Der Skandal war nicht so sehr der Schießbefehl allein, sondern der Blutrausch, in dem Abteilungen der Wiener Polizei ein „Scheibenschießen“ auf ihre „Gegner“ veranstalteten. Nach den in der Fackel veröffentlichten Augenzeugenberichten wurde wahllos auf Passanten geschossen, darunter Kinder und nachweislich Unbeteiligte.
Die bürgerliche Regierung stellte sich hinter Schober, der sich damit rechtfertigte, seine Pflicht getan zu haben, und hinter dessen Polizei. Kraus war empört, zog in der Fackel Vergleiche mit dem Weltkrieg und plakatierte in Wien mit großen Buchstaben die an Schober gerichtete Botschaft: „Ich fordere Sie auf, abzutreten“. Kraus gedachte Schober ähnlich in die Ecke zu drängen, wie es ihm mit Békessy gelungen war, nicht nur mit publizistischen Mitteln, sondern unter Einsatz der Justiz. Abgesehen von den Ereignissen des 15. Juli stützte sich Kraus auf Zusagen Schobers im Kampf gegen Békessy, die dieser nicht eingehalten, und Maßnahmen, die dieser nicht ergriffen hatte. Schober, so Kraus, habe sein Wort gebrochen und habe somit abzutreten.
Hier verrechnete sich Kraus: Das Publikum, an das er sich mit seinem moralischen Appell wandte, wollte davon kaum etwas wissen. Weder wollten die Bürger den „Retter vor dem Umsturz“ preisgeben, noch konnten die Sozialdemokraten Kraus gegen den „Arbeitermörder“ Schober voll unterstützen, weil zwischen ihnen und ihrem Schutzbund einerseits und den Heimwehren andererseits im Wesentlichen nur Schober und seine Polizei standen. Daher richtete Kraus gegen Schober im Ergebnis nichts aus. Die angestrebte „Erledigung“ konnte er in diesem Falle nicht erreichen. Hinzu kam, dass ein Wiener Original, der sogenannte „Goldfüllfederkönig“, als Schabernack seinerseits Plakate affichieren ließ, in denen Schober im gleichen Wortlaut aufgefordert wurde, „nicht abzutreten“.
Kraus porträtierte Schober in dem Drama Die Unüberwindlichen als die Figur Wacker. Diesem Wacker wird durch Kraus das von ihm selbst gedichtete Schoberlied in den Mund gelegt, welches Kraus dadurch populär zu machen hoffte, dass er es als billig zu erstehende Flugschrift vertrieb – in der trügerischen Hoffnung, ein in allen Straßen gesungenes Spottlied könnte Schober zum Amtsverzicht bewegen:
Ja das ist meine Pflicht,

bitte sehn S’ denn das nicht.

Das wär’ so a G’schicht,

tät’ ich nicht meine Pflicht […]
Das Lied leiert in dieser Weise weiter (zu Motiven aus Üb immer Treu und Redlichkeit und dem Radetzky-Marsch), endet aber mit der Strophe:
Wohl wagt’s mancher Wicht

und verkennt meine Pflicht.

Doch vors G’richt geh’ ich nicht,

das ist nicht meine Pflicht!
Damit spielt Kraus darauf an, dass Schober ihn trotz wütender Angriffe nicht verklagte.

#### Bewundertes Vorbild und Hassfigur
Der Sensationserfolg der Fackel – sie erreichte vom Start weg eine Auflage von über 30.000 Exemplaren – machte Karl Kraus berühmt und innerhalb der Publizistik zum Objekt von Bewunderung, Nachahmung und Neid. Es kam zu zahlreichen Imitationen und Konkurrenzzeitschriften, die sich in der Gestaltung und im Ton an seiner Zeitschrift zu orientieren versuchten. Beispiele sindIm Fackelschein, Im Feuerschrein, Don Quixote, Sturm! Das Gesindel, Der Skandal und Torpedo (von Robert Müller). Die Position, die Kraus im Ersten Weltkrieg einnahm, brachte ihm erneut zahlreiche Bewunderer ein, etwa Siegfried Jacobsohn (1905 Gründer der Zeitschrift Die Schaubühne), der in seinem Blatt zunächst eher Kritisches zu Kraus veröffentlicht hatte. Max Brod nannte Kraus einen „mittelmäßigen Kopf, dessen Stil nur selten die beiden bösen Pole der Literatur, Pathos und Kalauer vermeidet“. Arthur Schnitzler konstatierte bei Kraus eine „Wolke von Hass“ und karikierte ihn als Kritiker Rapp in Der Weg ins Freie. Schnitzler zeigte aber Hochachtung vor den Letzten Tagen der Menschheit, deren Satire ihm „glänzend, bis zum Großartigen“ erschien.
Legendär wurde die von Anton Kuh am 25. Oktober 1925 im Wiener Konzerthaussaal gehaltene Rede Der Affe Zarathustras, in der Kuh Karl Kraus unter anderem schauspielerische Eitelkeit und Entwertungslogik vorwirft und ihn gemäß seinen eigenen Prinzipien für die hysterisch-exzessive Haltung seiner Anhängerschaft verantwortlich macht.

## Wirkung
„Als er starb, schien er sich überlebt zu haben. Da er fünfzehn Jahre später aufzuerstehen begann, sahen wir, daß er überlebt hatte und uns überleben wird.“ (Hans Weigel)
Fackel und Bücher waren, obwohl ursprünglich lukrativ, zu einem Verlustgeschäft geworden, und Kraus starb fast mittellos. Die Erlöse seiner vielen Lesungen hatte er ausnahmslos für gemeinnützige Zwecke gespendet. Der Nachlass reichte knapp hin, um die Kosten des Begräbnisses zu decken. Ein weiteres Heft der Fackel hätte er vielleicht nicht mehr finanzieren können. Ein Karl-Kraus-Archiv wurde rechtzeitig vor 1938 in die Schweiz gebracht. Was in Wien blieb, wurde geplündert und vernichtet. Obwohl es keinen geschlossenen Nachlass gibt, befindet sich ein großer Teil davon heute in der Wienbibliothek im Rathaus. Eine weitere Sammlung, jene von Verlagsbuchhändler Friedrich Pfäfflin, befindet sich seit 2019 am Innsbruck Brenner-Archiv der Universität Innsbruck. Darin enthalten sind eigenhändige Manuskripte, Korrespondenzen sowie Bilddokumente. Der Begründer und Herausgeber der Kunst- und Kulturzeitschrift „Der Brenner“, Ludwig von Ficker, machte sich die Fackel zum Vorbild. Er unterhielt seit 1911 persönliche Beziehungen mit Kraus.
Die Krausforschung brachte zahlreiche Editionen hervor. Heinrich Fischer veröffentlichte ausgewählte Teile von Kraus’ Werk von 1952 bis 1967 in sechs Bänden im Kösel Verlag. Verlagsbuchhändler Friedrich Pfäfflin aus Marbach initiierte von 1968 bis 1973 einen kompletten Reprint der Fackel, der ebenfalls von Heinrich Fischer im Kösel Verlag herausgegeben wurde.
1984 schrieb Hellmut Andics von Kraus’ „Demoliertätigkeit an literarischen Denkmälern“ mit der Fackel als „Exekutivorgan einer kulturellen Sittenpolizei, und mit der Mentalität eines Prügelpolizisten ging Karl Kraus auch gegen die intellektuelle Unterwelt vor. Was ‚Unterwelt‘ war, entschied er selbst als Ankläger, Richter und Henker in einer Person.“ Selbst im Tod hoffte Kraus nicht auf Ruhe, im Gegenteil:
Wortverbunden bleib ich den Gestalten,

gegen die ich mich des Geistes wehre. […]

Dreist entreiß ich mich dem faulen Frieden,

nichts zu haben als die Totenstille […]

Todesfurcht ist, daß Natur mich bringe

einst um alles mir lebendige Grauen.

Jener ewigen Ruh ist nicht zu trauen.

Ich will leiden, lieben, hören, schauen: 

ewig ruhlos, daß das Werk gelinge!
Auf die österreichische Literatur hat er bis zur Gegenwart große Wirkung. Repräsentativ dafür ist die Haltung Elias Canettis, der sich als Goethe-Leser von der unbedingten Verpflichtung auf Kraus als Vorbild befreite, seine dann sehr kritische Haltung aber nach der Publikation von Kraus’ Briefwechsel mit Sidonie Nádherný in den siebziger Jahren änderte.
In der Literaturkritik berief sich in Österreich Edwin Hartl jahrzehntelang durchgehend auf Karl Kraus als überragenden Maßstab, so wie später Wilhelm Hindemith in Deutschland. Der Essayist Erwin Chargaff bezeichnete Karl Kraus in einem Interview mit der Biographin Doris Weber als seinen „einzigen wirklichen Lehrer“. In die Reihe der Kraus-Rezipienten reiht sich auch der US-amerikanische Schriftsteller Jonathan Franzen ein.

## Ehrungen
1970 wurde die Karl-Kraus-Gasse in Wien-Meidling nach Kraus benannt. Am 26. April 1974 gab die Österreichische Post zu seinem 100. Geburtstag eine Gedenkbriefmarke heraus (4 Schilling, lilarot. Michel Nr. 1448). Aus gleichem Anlass veranstaltete die Wiener Stadtbibliothek im Archiv der Gesellschaft der Musikfreunde in Wien vom 20. Mai bis zum 30. Juni 1974 eine Karl-Kraus-Ausstellung.

## Publikationen

### Zu Lebzeiten erschienene Buchausgaben
- Die demolirte Litteratur. 1897. bei wikisource.org - Fassungen von 1897 und von 1899
- Sittlichkeit und Kriminalität. 1908 textlog.de.
- Sprüche und Widersprüche. 1909.
- Die chinesische Mauer. 1910 Ausgabe 1914 bei Austrian Literature Online (ALO); 4. Auflage online in Chicago.
- Worte in Versen (1916–1930): bei textlog.de I - IX
  - I, 1916
  - II, 1917
  - III, 1918
  - IV, 1919
  - V, 1920
  - VI, 1922
  - VII, 1923
  - VIII, 1925 (ALO)
  - IX, 1930 (ALO)
- Die letzten Tage der Menschheit. 1918. bei Projekt Gutenberg und bei archive.org
- Weltgericht. 1919. textlog.de
- Ausgewählte Gedichte. 1920 online in Chicago.
- Untergang der Welt durch schwarze Magie. 1922 textlog.de.
- Literatur. 1921 online in Chicago.
- Traumstück. 1922 Ausgabe 1923 in Chicago.
- Wolkenkuckucksheim. 1923 online in Chicago.
- Die Unüberwindlichen. 1927 Ausgabe 1928 auf Commons, Ausgabe 1928 bei ALO.
- Literatur und Lüge. 1929 bei ALO.
- Shakespeares Sonette. 1933 bei Projekt Gutenberg

### Postume Ausgaben
- Die Sprache. Noch von Kraus vorbereitet, Schlussredaktion von Philipp Berger, 1937.
- Die Dritte Walpurgisnacht. Hg. Heinrich Fischer 1952, ISBN 3-518-37822-8. Online

### Die Fackel (Reprints)
- Kösel-Verlag 1968–1970, auch als Taschenbuch 1976
- Zweitausendeins 1977 (hier verkleinert).

### Werkausgaben

#### Karl Kraus: Werke (1954–1970)
Herausgegeben von Heinrich Fischer
1. Die Dritte Walpurgisnacht (Die Erstausgabe wurde nachträglich zum Teil der Werkausgabe)
2. Die Sprache. 2., erw. Neudruck, 1954
3. Beim Wort genommen. 1955 (enthältSprüche und Widersprüche, Pro domo et mundo, Nachts)
4. Widerschein der Fackel. Glossen aus der Fackel 1910–1932, mit Anmerkungen, 1956
5. Die letzten Tage der Menschheit. Tragödie in fünf Akten mit Vorspiel und Epilog (Fassung von 1926), 1957
6. Literatur und Lüge. 1958
7. Worte in Versen. 1959
8. Untergang der Welt durch schwarze Magie. 1960
9. Unsterblicher Witz, Glossen aus den Jahren 1908–1932, 1961
10. Mit vorzüglicher Hochachtung. Briefe des Verlags der Fackel. 1962
11. Sittlichkeit und Kriminalität. 1963 (auch als Bd. 191 der Reihe „Die Bücher der Neunzehn“, November 1970)
12. Die chinesische Mauer. 1964
13. Weltgericht. 1965
14. Dramen. 1967
15. SupplementbandShakespeares Dramen. Bearbeitet von Karl Kraus, 1970 (2 Bände)
16. ErgänzungsbandShakespeares Sonette. Nachdichtung von Karl Kraus, 1964

(Alle im Kösel-Verlag bis auf 11–14 bei Langen Müller Verlag. Band 1–10 auch als Taschenbuch in Kassette, um 1974).

#### Karl Kraus: Ausgewählte Werke (1971–1978)
1. Grimassen. Auswahl 1902–14, Herausgegeben von Dietrich Simon unter Mitarbeit von Kurt Krolop und Roland Links auf Grund der von Heinrich Fischer herausgegebenen Werke und der Zeitschrift Die Fackel, 1971 (projekt-gutenberg.org)
2. In dieser großen Zeit. Auswahl 1914–25, Herausgegeben von Dietrich Simon unter Mitarbeit von Kurt Krolop und Roland Links auf Grund der von Heinrich Fischer herausgegebenen Werke und der Zeitschrift Die Fackel, 1971 (projekt-gutenberg.org)
3. Vor der Walpurgisnacht. Aufsätze 1925–33, Herausgegeben von Dietrich Simon unter Mitarbeit von Kurt Krolop und Roland Links auf Grund der von Heinrich Fischer herausgegebenen Werke und der Zeitschrift Die Fackel, 1971 (projekt-gutenberg.org)
4. Aphorismen und Gedichte. Auswahl 1903–33, Herausgegeben und mit einem Nachwort von Dietrich Simon, 1974.
5. Die letzten Tage der Menschheit. Tragödie in fünf Akten mit Vorspiel und Epilog. Herausgegeben von Kurt Krolop in Zusammenarbeit mit einem Lektorenkollektiv unter Leitung von Dietrich Simon, 1978 (mit Kommentarband)

Alle Bände in Verlag Volk und Welt

#### Karl Kraus: Schriften (1986–1994)
Hrsg. Christian Wagenknecht, Suhrkamp-Verlag
1. Sittlichkeit und Kriminalität. 1987, ISBN 3-518-37811-2.
2. Die chinesische Mauer. 1987, ISBN 3-518-37812-0.
3. Literatur und Lüge. 1987, ISBN 3-518-37813-9.
4. Untergang der Welt durch schwarze Magie. 1989, ISBN 3-518-37814-7.
5. Weltgericht I. 1988, ISBN 3-518-37815-5.
6. Weltgericht II. 1988, ISBN 3-518-37816-3.
7. Die Sprache. 1987, ISBN 3-518-37817-1.
8. Aphorismen. Sprüche und Widersprüche. Pro domo et mundo. Nachts. Suhrkamp 1986, ISBN 3-518-37818-X.
9. Gedichte. 1989, ISBN 3-518-37819-8.
10. Die letzten Tage der Menschheit. Tragödie in fünf Akten mit Vorspiel und Epilog. 1986, ISBN 3-518-37820-1.
11. Dramen. Literatur / Traumstück / Wolkenkuckucksheim / Traumtheater / Die Unüberwindlichen. 1989, ISBN 3-518-37821-X.
12. Dritte Walpurgisnacht. 1989, ISBN 3-518-37822-8.
13. Theater der Dichtung. Jacques Offenbach. 1994, ISBN 3-518-37823-6.
14. Theater der Dichtung. Nestroy. Zeitstrophen. 1992, ISBN 3-518-37824-4.
15. Theater der Dichtung. William Shakespeare. 1994, ISBN 3-518-37825-2.
16. Die Stunde des Gerichts. Aufsätze 1925–1928. 1992, ISBN 3-518-37827-9.
17. Brot und Lüge. Aufsätze 1919–1924, 1991, ISBN 3-518-37826-0.
18. Hüben und Drüben. Aufsätze 1929–1936. 1993, ISBN 3-518-37828-7.
19. Die Katastrophe der Phrasen. Glossen 1910–1918. 1994, ISBN 3-518-37829-5.
20. Kanonade auf Spatzen. Glossen 1920–1936. Shakespeares Sonette. Nachdichtung. 1994, ISBN 3-518-37830-9.

Als elektronische Ressource: Directmedia Publishing Berlin 2007, ISBN 978-3-89853-556-4.

### Weitere relevante Ausgaben
- Karl Kraus: Heine und die Folgen. Schriften zur Literatur. Hrsg. und kommentiert vom Christian Wagenknecht und Eva Willms. Wallstein Verlag, Göttingen 2014, ISBN 978-3-8353-1423-8.
- Shakespeares Sonette. Nachdichtung. Diogenes, 1977, ISBN 3-257-20381-0.
- Die chinesische Mauer. Mit acht Illustrationen von Oskar Kokoschka. Insel, 1999, ISBN 3-458-19199-2.
- Die letzten Tage der Menschheit. Bühnenfassung des Autors. Herausgegeben von Eckart Früh. Mit Zeichnungen von Georg Eisler und einem Essay von Eric Hobsbawm. Frankfurt/Main: Büchergilde Gutenberg 1994.
- Die Fackel. Österreichische Akademie der Wissenschaften, 2007, (fackel.oeaw.ac.at)
- Dritte Walpurgisnacht. Digitale Edition. Herausgegeben von Bernhard Oberreither. Entzifferung und Transkription der Notizen von Gerald Krieghofer. Österreichische Akademie der Wissenschaften, 2021, (kraus1933.ace.oeaw.ac.at).
- Karl Kraus: Rechtsakten der Kanzlei Oskar Samek. Wissenschaftliche Edition. Herausgegeben von Johannes Knüchel und Isabel Langkabel unter Mitarbeit von Laura Untner, Andrea Ortner, Ingo Börner und Vanessa Hannesschläger. Wien, 2022, (kraus.wienbibliothek.at).

### Briefwechsel
- Karl KrausBrief an Paul Barsch, Redakteur der Monatsblätter der Breslauer Dichterschule. Kommentiert von Nikolaus Gatter. InDer Sopha schön und doch zum Lottern. Freundesgabe für Konrad Feilchenfeldt. Hg. von Nikolaus Gatter unter Mitarbeit von Inge Brose-Müller und Sigrun Hopfensperger, Berliner Wissenschafts-Verlag, Berlin 2015 (Almanach der Varnhagen Gesellschaft 3), ISBN 978-3-8305-0579-2, S. 45–53.
- „Erinnerung an den einen Tag in Mühlau“. Karl Kraus und Ludwig von Ficker. Briefe, Dokumente 1910–1936. Hrsg. Markus Ender, Ingrid Fürhapter und Friedrich Pfäfflin. Wallstein, Göttingen 2017, ISBN 978-3-8353-3151-8.
- „Wie Genies sterben“. Karl Kraus und Annie Kalmar. Briefe und Dokumente 1899–1999. Hrsg. Friedrich Pfäfflin und Eva Dambacher. Wallstein, Göttingen 2001, ISBN 3-89244-475-7.
- Karl Kraus – Mechtilde LichnowskyBriefe und Dokumente : 1916–1958, herausgegeben von Friedrich Pfäfflin und Eva Dambacher,  in Zusammenarbeit mit Volker Kahmen. Deutsche Schillergesellschaft Marbach am Neckar 2000, ISBN 3-933679-23-0; „Verehrte Fürstin“: Karl Kraus und Mechthilde Lichnowsky, Briefe und Dokumente, 1916–1958, Wallstein Verlag, Göttingen 2001, ISBN 3-89244-476-5.
- Karl KrausBriefe an Sidonie Nádherný von Borutin 1913–1936. Herausgegeben von Friedrich Pfäfflin, 2 Bände. Wallstein, Göttingen 2005, ISBN 3-89244-934-1.
- „Du bist dunkel vor Gold.“ Kete Parsenow und Karl Kraus. Briefe und Dokumente. Hrsg. Friedrich Pfäfflin. Wallstein, Göttingen 2011, ISBN 978-3-8353-0984-5.
- Briefe von Karl Kraus an Arthur Schnitzler. InArthur Schnitzler: Briefwechsel mit Autorinnen und Autoren. Digitale Edition. Hg. Martin Anton Müller und Gerd Hermann Susen, online (Abfrage am 2. Oktober 2020)
  - Reinhard UrbachKarl Kraus und Arthur Schnitzler. Eine Dokumentation. InLiteratur und Kritik. 49, Oktober 1970, S. 513–530.
- Karl Kraus – Otto Stoessl: Briefwechsel 1902–1925. Hrsg. Gilbert J. Carr. Deuticke, Wien 1996.
- Feinde in Scharen. Ein wahres Vergnügen dazusein: Karl Kraus – Herwarth Walden Briefwechsel 1909–1912. Hrsg. George C. Avery. Wallstein, Göttingen 2002, ISBN 3-89244-613-X.
- Karl Kraus – Frank Wedekind. Briefwechsel 1903 bis 1917. Herausgegeben und kommentiert von Mirko Nottscheid. Königshausen & Neumann, Würzburg 2008, ISBN 978-3-8260-3701-6.
- Karl Kraus – Franz Werfel. Eine Dokumentation. Zusammengestellt und dokumentiert von Christian Wagenknecht und Eva Willms, Wallstein, Göttingen 2011, ISBN 978-3-8353-0983-8.
- Karl Kraus – Kurt WolffZwischen Jüngstem Tag und Weltgericht. Briefwechsel 1912–1921. Hrsg. Friedrich Pfäfflin. Wallstein, Göttingen 2007, ISBN 978-3-8353-0225-9.

### Dokumente
- Peter AltenbergDein unglücklicher Peter: Briefe an Karl Kraus. In: Andrew Barker, Leo A. LensingPeter Altenberg: Rezept die Welt zu sehen. kritische Essays, Briefe an Karl Kraus, Dokumente zur Rezeption, Titelregister der Bücher. (= Untersuchungen zur österreichischen Literatur des 20. Jahrhunderts. Band 11). Braumüller, Wien 1995, ISBN 3-7003-1022-6, S. 209–268.
- Schimpfwörterbuch zu der von Karl Kraus herausgegebenen Zeitschrift Die Fackel. Hrsg. von Werner Welzig. Redaktion: Hanno Biber, Evelyn Breiteneder, Gerald Krieghofer, Karlheinz Mörth. Verlag der Akademie der Wissenschaften, Wien 2008, ISBN 978-3-7001-3796-2
- Wörterbuch der Redensarten zu der von Karl Kraus 1899 bis 1936 herausgegebenen Zeitschrift 'Die Fackel'. Hg. Werner Welzig. Verlag der Akademie der Wissenschaften, Wien 1999, ISBN 978-3-7001-2768-0
- Jonathan FranzenThe Kraus Project. Essays. Fourth Estate, London 2013, ISBN 978-0-00-751824-1.
  - Herausgegeben und angemerkt von Jonathan Franzen, mit Paul Reitter und Daniel KehlmannDas Kraus-Projekt. Aufsätze von Karl Kraus. Aus dem Englischen von Bettina Abarbanell. Rowohlt, Reinbek bei Hamburg 2014, ISBN 978-3-498-02136-8.

## Tondokumente mit Karl Kraus
- Schellack-Schallplatten (elektroakustische Aufnahmen) der Firma „Die Neue Truppe“ (1930/31): Karl Kraus liest „Das Schoberlied“ (Nr. 141, Anhören) und „Das Lied von der Presse“ (Nr. 142, Anhören) – „Die Raben“ aus „Die letzten Tage der Menschheit“ (Nr. 143, Anhören) – „Todesfurcht“ (Nr. 144, Anhören) – „Das Ehrenkreuz“ (Nr. 158, Anhören) – „Bunte Begebenheiten“ (Nr. 159, Anhören) – „Jugend“ (Nr. 160, Anhören).
- Karl Kraus liest aus seinen Schriften. Preiserrecords, 93017, 1989 (CD). Aufnahmen der „Neuen Truppe“ (1930/31) (außer: A. Polgars Nachruf (Aufnahme vom 8. Jänner 1952) und „Reklamefahrten zur Hölle“ (Tonspur des Films von 1934)). Enthält: Nachruf auf Karl Kraus, gesprochen von Alfred Polgar. – Kraus liest und singt: „Das Lied von der Presse“. – „Das Ehrenkreuz“. – „Bunte Begebenheiten“. – „Jugend“. – „Das Schoberlied“. – „Weg damit!“ – „Zum ewigen Frieden“. – „Die Raben“. – „Reklamefahrten zur Hölle“. – „Todesfurcht“.
- Karl Kraus liest. Preiserrecords, 90319 (CD). Enthält Aufnahmen aus den Jahren 1930 und 1931. Goethe: „Eos und Prometheus“ aus „Pandora“. – Shakespeare: Vier Fragmente aus „Timon von Athen“. – J. Offenbach: Metellas Brief aus „Pariser Leben“. – J. Offenbach: „Zu Tische“, aus „Die Schwätzerin von Saragossa“. – F. Raimund: Szenen aus dem 1. Aufzug von „Der Alpenkönig und der Menschenfeind“.

## Rezeption

### Ausstellungen
- Karl Kraus, Deutsches Literaturarchiv Marbach. Katalog: Friedrich Pfäfflin …, Marbach am Neckar (Schiller-Nationalmuseum) 1999, (Marbacher Kataloge; 52), ISBN 3-933679-19-2.
- „Was wir umbringen“ – „Die Fackel“ von Karl Kraus, Jüdisches Museum Wien. Katalog: Heinz Lunzer, Victoria Lunzer-Talos, Marcus Patka (Hrsg. i. A. des Jüdischen Museums der Stadt Wien) 1999, ISBN 3-85476-024-8.
- Katharina Prager (Hrsg.)Geist versus Zeitgeist: Karl Kraus in der Ersten Republik. Wien, Metroverlag 2018, ISBN 978-3-99300-328-9.

### Film
- Karl Kraus: Aus eigenen Schriften. Tonfilm, 18 Min., Prag-Paris-Filmgesellschaft, Prag, 1934. Aufnahmeleitung: Albrecht Viktor Blum (Prag). Erstmals aufgeführt in Wien zum 60. Geburtstag von Karl Kraus im Juni 1934. Original im Wiener Stadt- und Landesarchiv, Wien. Veröffentlicht als VHS-Video innerhalb der Begleitmaterialien zur Karl-Kraus-Ausstellung des Deutschen Literaturarchivs Marbach, 1999. Enthält: „Zum ewigen Frieden“. – „Die Raben“. – „Reklamefahrten zur Hölle“. – „Weg damit!“
- Im Visier: Die letzten Tage der Menschheit. Ein Film über Karl Kraus, den Krieg und die Journalisten. Dokumentarfilm, 58 Min., Regie: Ivo Barnabò Micheli, Produktion: WDR, Erstsendung 1992.
- Karl Kraus. Die grellsten Erfindungen sind Zitate. Dokumentarfilm, 45 Min., Buch und Regie: Florian Scheuba und Thomas Maurer, Produktion: SWR, Erstsendung: 17. Dezember 2006.

### Graphic Novel
- Die letzten Tage der Menschheit. Eine Graphic Novel nach Karl Kraus. Hrsg. von Reinhard Pietsch, illustriert von David Boller. Herbert Utz Verlag, München 2014, ISBN 978-3-8316-4372-1.

### Weitere Veröffentlichungen
- Wilhelm Hindemith: Karl Kraus’ „Letzten Tage der Menschheit“: Welchem Befehl gehorcht die Medienmacht? InBadische Zeitung online. 28. Juli 2014. Abgerufen am 21. November 2014